# Club Atlético Colón
El Club Atlético Colón es un club deportivo de la ciudad de Santa Fe, Argentina, fundado el 5 de mayo de 1905. Su primer equipo de fútbol masculino profesional actualmente milita en la Primera Nacional. Además posee un equipo alternativo que disputa la Liga Santafesina desde 1948, conformado por jugadores amateurs.
Su sede, su estadio e instalaciones deportivas se ubican en la ciudad de Santa Fe, dentro del barrio Centenario, en la intersección de las calles Juan José Paso y Boulevar Zavalla. El club posee un predio de entrenamiento llamado «4 de junio», una pensión para los chicos de las inferiores provenientes de otras regiones, llamada «Casa Fútbol» –ambos ubicados en el km 154 de la Autopista Rosario-Santa Fe– y un hotel de 4 estrellas llamado «Hotel de Campo Colón», emplazado en el km 157 de dicha autopista.
El estadio de fútbol, con capacidad para más de 30.000 personas, lleva el nombre de Brigadier General Estanislao López, en honor al caudillo argentino, gobernador de la provincia de Santa Fe entre 1818 y 1838, y es también conocido popularmente como «el Cementerio de los Elefantes». Se afilió a la AFA en 1948 y logró su primer campeonato en 1965 obteniendo el ascenso a la Primera División, convirtiéndose así en el primer equipo santafesino en ascender a la máxima categoría del fútbol argentino, teniendo tres descensos a la segunda división en 1981, 2014 y 2023 y un descenso a la C en 1959 (1960-1963).
Los mayores logros deportivos de la institución fueron consagrarse campeón de la Copa de la Liga Profesional 2021 y subcampeón de la Copa Sudamericana 2019, pero además ostenta la obtención de la Copa de Honor de Primera B "Juan Domingo Perón" (copa de segunda división, en la cual le ganó la final a su clásico rival, Unión de Santa Fe, por 4 a 2) en 1950, el campeonato de segunda división en 1965, el subcampeonato de Primera División en 1997, la participación en ocho ediciones de las copas internacionales de la Conmebol (Copa Conmebol 1997, Copa Libertadores 1998, Copa Sudamericana 2003, Copa Libertadores 2010, Copa Sudamericana 2012, Copa Sudamericana 2018, Copa Sudamericana 2019 y Copa Libertadores 2022) y finalmente, como un hito a nivel histórico, se encuentra la victoria en 1964 ante el Santos de Pelé, que poseía un récord de 43 partidos invicto y era bicampeón intercontinental en ese momento.

## Historia

### Fundación

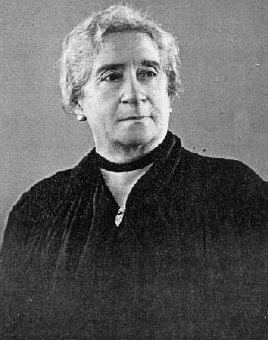
María Manuela de la Concepción Pía de Jesús Crucificado Funes Echagüe de Cullen. Nació el 5 de mayo de 1862 y falleció el 9 de agosto de 1940. El día que cumplió 43 años decidió apoyar, en su propia casa de calle Rivadavia a esos niños que querían fundar un club de fútbol. Y nació Colón.

El club fue fundado por un grupo de amigos de entre 8 y 14 años, hijos de familias patricias y de la «clase humilde» de la ciudad, que se reunían para jugar al fútbol: Ernesto Celli; "el alemán" Adolfo Celli; "el Gringo" Atilio Badalini; Ricardo y Guillermo Cullen Funes; Geadá Montenegro;Pituco Arfiel; Mariano C. Rodríguez; Helvecio Fontana; Juan Adán Leyes; Juan y Antonio Rebecchi y su primo Aníbal "Gallo" Rebecchi; Humberto Sosa; los hermanos Alfredo y Roberto Casabianca y el más humilde del grupo, Simón Bru. Ninguno de ellos conocía el concepto de «institución» (en cuanto a temas legales) y por ello es que no existe acta fundacional; pero sí tenían, como todo niño, el concepto de un club nacido de un sueño, de una utopía, de un ideal y de una leyenda.
Fue Ricardo Cullen Funes quién se encargó en un principio de la compra de camisetas y botines de fútbol. Pero el momento más importante se produjo cuando, por petición de sus amigos (y cofundadores), en 1905 gestionó en la Legislatura un subsidio que sirvió para el inicio formal de la entidad deportiva, para ello se debieron cumplir exigencias legales (como la de gestionar su personería jurídica). Cuando se alcanzó el acuerdo respecto a los trámites que se requerían, debieron elegir el día y el mes de fundación, entonces se aprobó por unanimidad la propuesta de Ricardo, quien eligió la fecha del 5 de mayo.
Ricardo Cullen relató: «Se eligió esa fecha porque ese día nació doña Manuela Funes Cullen, mi madre, la que hizo posible que se concretara este sueño».
Manuela Funes de Cullen nació en la ciudad de Paraná el 5 de mayo de 1862 y fue bautizada días después en la Catedral Metropolitana de aquella ciudad, y desde muy joven fue una activa católica social que la llevó a un compromiso total, y es por ello que venía trabajando en la evangelización de los niños del mundo de la pobreza, en especial de los de Alto Verde, a quienes con algunas de las madres nombradas y la madrina de Montenegro, señora de Busaniche, beneficiaban con su accionar.
Fue en su casa de San Martín 1878 donde Manuela Funes apoyó decididamente el sueño de los niños de fundar su club de fútbol, no solo porque en él estaban sus hijos, sino porque (principalmente) ello se ajustaba a las recomendaciones del I Congreso Nacional Católico y del «Congreso de los Hermanos Franciscanos de 1903», de formar instituciones que defiendan a los obreros, a las mujeres y los niños, contra el embate del liberalismo y de las ideas "extremas" que imperaban en esos años y que en esos días agitaban al país.
Quedó definitivamente asentado que el nacimiento del Club Atlético Colón fue el 5 de mayo de 1905. La primera ubicación de su estadio fue un terreno baldío situado entre las calles Moreno y Córdoba (actual Juan De Garay) y era conocida por todos como «El Campito».

### Los colores y el nombre
En Colón hay dos versiones. La casi oficial dice que Los colores rojo y negro fueron elegidos por los de una barcaza que se encontraba en reparación en las inmediaciones donde los jóvenes fundadores se reunían a jugar al fútbol, llamada «La Pista» o «El Campito». Los Sabaleros mandaron a confeccionar su camiseta a una fábrica textil de Rosario, la idea original consistía en ubicar el rojo a la izquierda y el negro a la derecha pero el fabricante cometió un error en el diseño y las hizo iguales a las de Newell's lo que, según palabras de Geáda Montenegro (publicado en el Diario El Orden del 5 de mayo de 1939), se consideró un inconveniente porque «Cuando el cuadro debe jugar con brazalete de duelo, no puede destacarse sobre el sector negro del brazo izquierdo». aunque en la actualidad se mantiene esta combinación. La otra versión señala que dentro del grupo fundador había quienes querían una camiseta igual a la de la lepra rosarina.
En cuanto al nombre, Geáda Montenegro (uno de los fundadores del club) explica la circunstancia que llevó a elegir el de Colón. En un reportaje en el Diario "El Orden" del 5 de mayo de 1939 (al cumplirse el 34.º aniversario de la fundación), relata lo siguiente:
«Mientras que se deliberaba el nombre que le pondríamos al nuevo club, le pregunté a Aníbal Rebechi dónde se encontraba Juan (su primo), él me contesta que se encontraba estudiando historia; "El descubrimiento de América por Cristóbal Colón". Al decir esto, el mismo Aníbal exclamó: "¡Ahí está! Pongámosle 'Colón Foot-Ball Club'". Y así surgió el nombre de una entidad futbolística que luego alcanzaría tanta popularidad en la ciudad».

### Primer presidente y fundación como club oficial

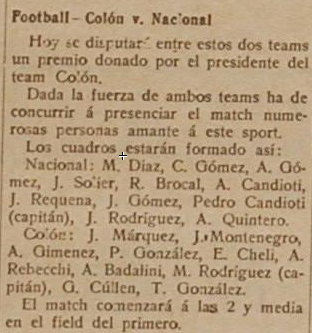
Recorte del Diario Santa Fe del día 11 de junio de 1911 que dice que para la época Colón tenía presidente.

El primer presidente de la historia del club fue elegido el 5 de junio, a un mes de la fundación original del club, el elegido fue el gobernador de la provincia de aquel entonces que vivía cerca de la antigua cancha El Campito, (Primera sede del club) el Doctor Rodolfo Freyre. Los jóvenes futbolistas y fundadores del club un día fueron a la casa del gobernador y le comentaron que él debía ser el presidente del club ya que ninguno de ellos tenía la edad suficiente para serlo.

### La Liga Santafesina y primeros partidos internacionales (1912-1946)

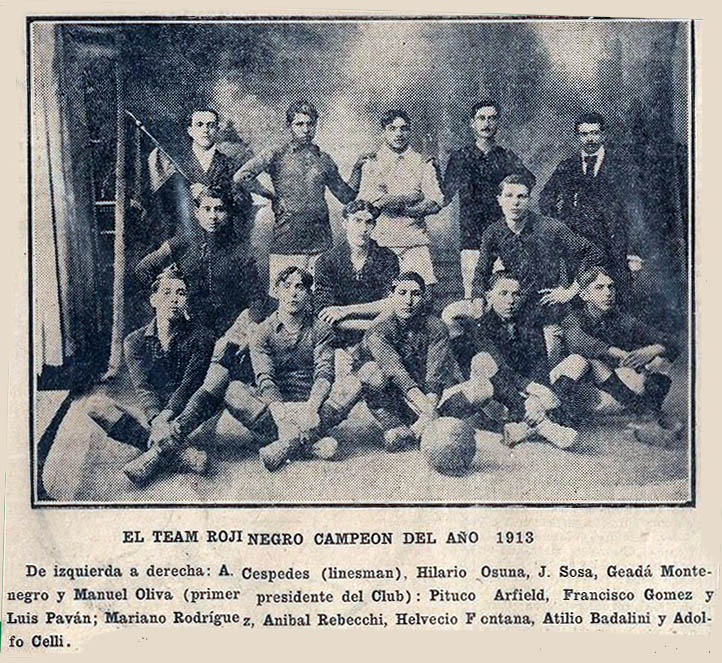
Formación de Colón campeón de la Liga Santafesina de 1913.

El «Colón Foot-Ball Club» (desde 1920 Club Atlético Colón) no estaba afiliado a ninguna organización, por lo que los encuentros eran de carácter amistoso, entonces surge la idea de afiliarse a la Liga Regional Santafesina de Foot-Ball creada el 4 de enero de 1911, por lo cual el 1 de febrero de 1912 se constituye formalmente la comisión directiva. Conformada por Manuel Oliva (presidente) y Luis Guerrero, Atilio Badalini, Antonio Gallo, Mariano Rodríguez, Geadá Montenegro, Juan Leyes, Andrés Barceló, Arturo Barlotti y Ricardo Cullen Funes entre otros integrantes.
Debido a la edad de los jugadores, el club solo podía participar en la Segunda División de la liga y solicitan ser inscriptos para participar de ese campeonato. Una vez completados todos los pasos legales para la afiliación a la liga se juega un partido amistoso el 30 de marzo de 1913 frente a Unión (quien jugaba en la Primera División de la Liga Rosarina de Fútbol), ganándolo Colón por 3 a 2, gracias a esa victoria el club sería aceptado para disputar la Segunda División. Pero los jugadores de Unión alegaron que habían sido derrotados debido a tener falta de práctica y cansancio, por lo que se decide jugar un partido de revancha en abril, en el que Colón terminaría ganando por 6 a 0 (cinco goles de ellos convertidos por Atilio Badalini y otro por Adolfo Celli). Debido a la gran goleada infligida, la Liga Santafesina de Fútbol resuelve que Colón participe en sus torneos de Primera División, y no en la Segunda tal como habían solicitado.
En su primer campeonato (1913), Colón sale campeón invicto y en el clásico vence a Unión por 5 a 1 el 10 de agosto. El Sabalero repite la obtención del campeonato en los años 1914, 1916, 1918, 1922, 1923, 1924, 1925, 1929, 1930, 1937, 1943, 1945, 1946 y 1947. Cada año que pasaba el Club Atlético Colón conseguía más adeptos y simpatizantes. Lejos quedaba el tiempo en que centenares de personas se juntaban a ver a esos jugadores la cancha de Moreno y Córdoba.
A finales de 1914 la Liga Santafesina puso en juego un trofeo, donado por la joyería Worms, denominado "Copa Espinosa" en honor al primer alcalde de Santa Fe. Colón que venía de ser bicampeón del campeonato regular llegó a la final fácilmente y le tocó jugar contra el Club Unión, la primera final se jugó el 10 de enero de 1915 y terminó en empate por lo que la Liga debió organizar otro partido el 17 de enero del mismo año, el cual ganó Colón por 4 a 2. Esa fue ni más ni menos que la primera final entre los clubes del clásico santafesino.
El primer partido que se registró contra un club extranjero fue el 17 de agosto del año 1922, donde el local enfrentó al combinado de la Liga Salteña de Salto de la República Oriental del Uruguay, partido que terminó empatado en 2 goles, pero que se prosiguió por 20 minutos más porque estaba en juego una medalla de oro llamada diario «El Litoral». Como no se logró romper el empate, se jugó otro partido el día 20, ganándolo Colón por 1 a 0.
El segundo partido internacional de carácter amistoso se registró ese mismo año, el día 18 de diciembre. En esa fecha, en su estadio, Colón le ganó a Peñarol de Montevideo por 2 a 1. A los 16' del primer tiempo, Terevinto convierte para la visita, a los 6' del complemento Sánchez establece el empate y a los 38', Quinteros puso cifras definitivas para este segundo triunfo Sabalero.
El 7 de enero de 1924 Colón obtuvo su sexto campeonato con la particularidad de que tanto los 'Sabaleros' como los 'Tatengues' llegaron a la última fecha con igualdad de puntos por lo que debieron jugar una final para definir el título, en la cual salió victorioso el conjunto rojinegro por 2 a 1 con goles de Juan de Juan y Valiente.

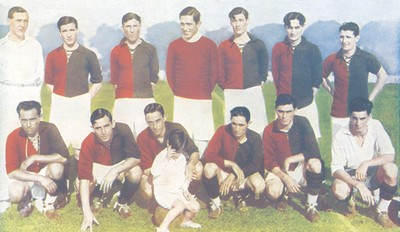
Equipo de 1929: De pie, de izquierda a derecha : Flores, Nedder, Cabrera, Pagliero, Clemente y Mercurio. Agachados : Martínez, Rivarola, Darquier, M. Sánchez y E. Sánchez.

Otros partidos amistosos internacionales que se registraron en esta época fueron: el 19 de abril de 1924 contra el Club Wanderers de Montevideo (empate 0 a 0), el día 20 de julio de 1930 enfrentó a Olimpia del Paraguay (victoria de Colón por 1 a 0), el 16 de abril de 1933 otra vez recibe a Peñarol (empate en 3 goles) y lo visita en Montevideo el 5 de marzo de 1939 (cayendo Colón por 5 a 3).
El 9 de julio de 1946 se inaugura el nuevo estadio, a la tarde se juega un partido entre las primeras divisiones del Club Atlético Paraná y Ben Hur, luego se descubrieron placas conmemorativas del Club Atlético Rosario Central y de Colón, a continuación se procedió a dejar inaugurado el mástil en el sector norte del estadio entonando el Himno Nacional Argentino. Bombas de estruendo de las que se desprendían banderas argentinas y de Colón y suelta de palomas cerraron el emotivo acto, y se invitó a Boca Juniors de Buenos Aires a la inauguración; previo a la iniciación del partido entre Colón y Boca, un avión que sobrevolaba el estadio arrojó la pelota de fútbol con la que se disputó el encuentro.

### Afiliación a la AFA y primer Clásico Santafesino oficial (1948)

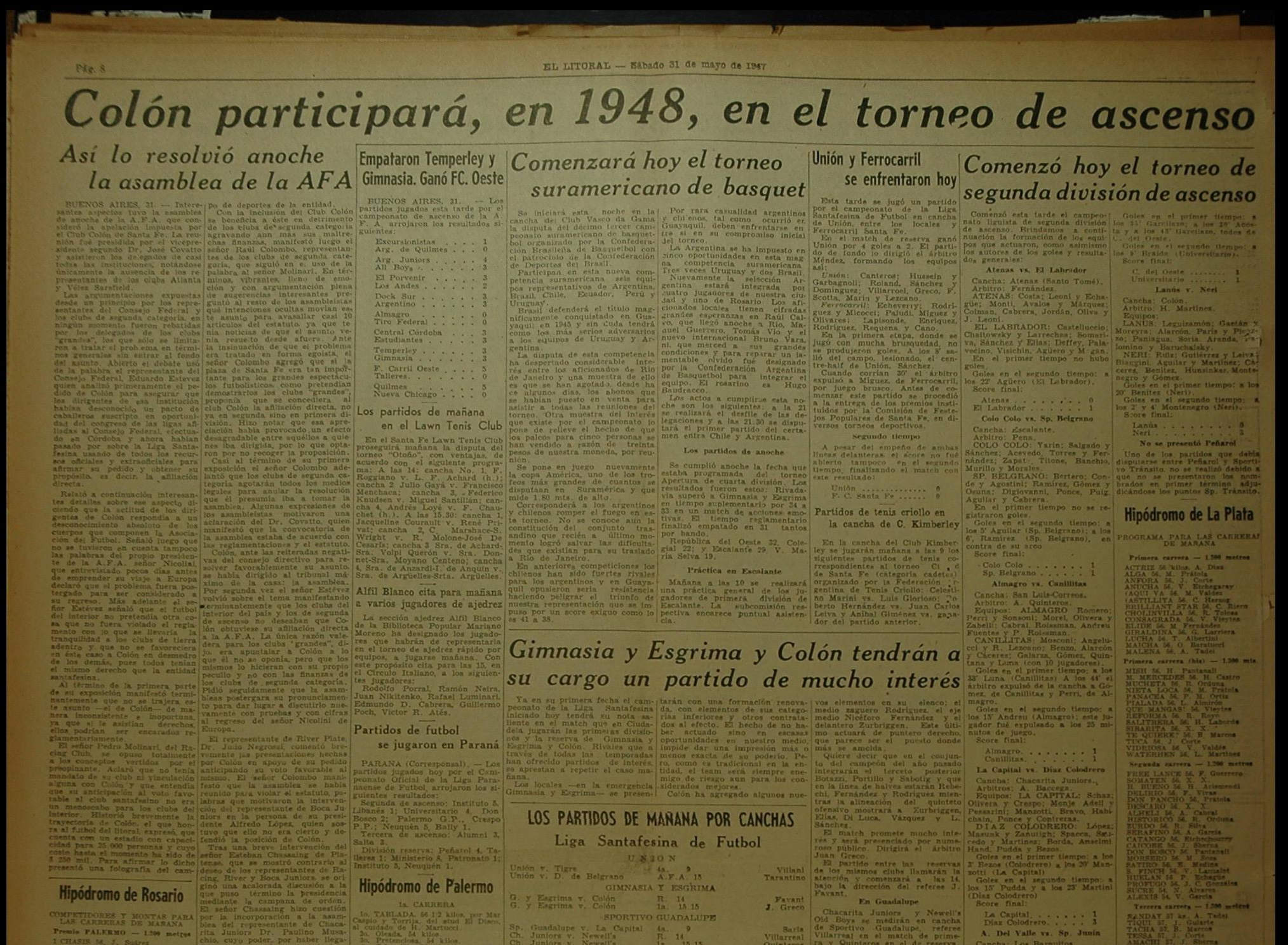
Recorte del Diario El Litoral del 31 de mayo de 1947 que anuncia que el año siguiente Colón participará en los torneos de AFA.

En 1948 el Club Atlético Colón se afilia a la Asociación del Fútbol Argentino. Su primera participación fue en el Campeonato de Segunda División de ese año, integrando la Zona A de un torneo con 22 equipos distribuidos en dos zonas de 11 y donde los 6 primeros de cada una definían el ascenso, mientras que los 5 últimos jugaban la ronda por el descenso.
El Sabalero tuvo su debut en Munro el 24 de abril de 1948 venciendo a Colegiales por 3 a 2. Su primer empate como afiliado a la AFA lo registró en la 2.ª fecha de ese torneo jugando como local y empatando 0 a 0 ante Almagro. La primera goleada en contra la soportó en la 3.ª fecha en ocasión de visitante ante Quilmes (en su viejo estadio de Guido y Sarmiento) cayendo por 5 a 0, y tuvo su primer goleada a favor en la 4.ª fecha cuando recibió a Dock Sud y lo venció por 3 a 0.
El primer clásico oficial en AFA, se disputa en la 11.ª fecha de ese certamen, el 1 de agosto de 1948 contra el otro equipo de la ciudad (Unión), ganándolo Colón por 1 a 0.
Al cabo de 10 partidos Colón marcó 32 goles y recibió 15, destacándose la goleada 8 a 1 frente a Nueva Chicago y un inolvidable gol de arco a arco marcado por el arquero Raúl Tenuta, el 13 de noviembre de 1949 en un partido contra Almagro disputado en el estadio del barrio Centenario, que finalizaría con el siguiente resultado: Colón 4 - Almagro 1.

### La Copa de Honor Juan Domingo Perón (1950)

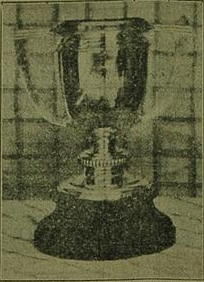
Primera copa de AFA ganada por Colón.

En 1950, una vez finalizado el torneo oficial de Primera B, para que los clubes de la divisional no estuvieran tanto tiempo inactivos, la AFA organizó un torneo en el que estuvo en juego la Copa de Honor Juan Domingo Perón.
Del mismo participaron los 12 equipos de la categoría, divididos en dos zonas de 6 equipos cada una. Se jugó a dos ruedas todos contra todos, con un total de 10 partidos por equipo. Los ganadores de cada zona se enfrentaron a un solo encuentro para definir al ganador del certamen.
A la final llegaron los dos equipos santafesinos: Colón, líder del grupo A con 15 puntos y Unión, líder del grupo B con 14 puntos.

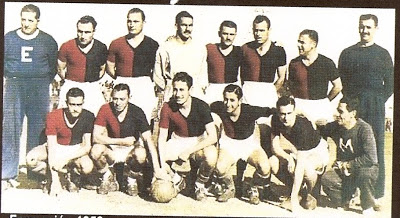
Formación sabalera de 1950 - De pie: Chividini, Gaetán, Eulalio Gómez, Raúl Tenutta, Poii, Traversi, Bonacci y el profesor Torres Guanatey. Agachados: Ferreyra, Canteli, Frutos, Salomón Elías, Reula y Giusti.

El 30 de diciembre de 1950 disputaron la final, que fue ganada por el Club Atlético Colón por 4 a 2, marcando para el Sabalero Juan Carlos Frutos, Ernesto Ferreira y en dos oportunidades José “Chengo” Canteli, uno de los máximos goleadores del fútbol de la provincia de Santa Fe, obteniendo de esta manera su primer trofeo oficial de AFA, la copa que llevaba el nombre del entonces presidente de la República Argentina.
La Copa Honor Presidente Perón fue organizada oficialmente por la AFA. Fue una copa no regular, que tuvo una duración de tres meses y fue dirigida por árbitros ingleses, modalidad habitual en aquel entonces.
| El plantel Campeón | El plantel Campeón | El plantel Campeón | El plantel Campeón | El plantel Campeón |
| Jugador            | Posición           | PJ                 | Goles              |                    |
| ------------------ | ------------------ | ------------------ | ------------------ | ------------------ |
| Raúl Tenutta       | ARQ                | 11                 | 0                  |                    |
| Eulalio Gómez      | DEF                | 9                  | 1                  |                    |
| Agustín Traversi   | DEF                | 9                  | 0                  |                    |
| Ángel Gaetán       | DEF                | 10                 | 1                  |                    |
| Rubén Sabotig      | DEF                | 2                  | 0                  |                    |
| Carlos Rebecchi    | DEF                | 9                  | 0                  |                    |
| Ricardo Ramírez    | MED                | 10                 | 0                  |                    |
| Carmelo Bonacci    | MED                | 1                  | 0                  |                    |
| Raúl Reula         | MED                | 8                  | 1                  |                    |
| Ernesto Ferreyra   | MED                | 6                  | 3                  |                    |
| Juan Carlos Frutos | DEL                | 11                 | 11                 |                    |
| Nicolás Leanza     | DEL                | 6                  | 3                  |                    |
| Julio Marángelo    | DEL                | 5                  | 2                  |                    |
| José Canteli       | DEL                | 10                 | 8                  |                    |
| Salomón Elías      | DEL                | 2                  | 2                  |                    |
| Raúl Frutos        | DEL                | 3                  | 0                  |                    |

### Descenso a Primera C y vuelta a Primera B (1959-1964)
Pasan los años y también las oportunidades, hasta que otra vez el sufrimiento y el renacer. Colón descendió a la Primera C en 1959, no pudiéndose recuperar del fatídico 1954 cuando —por cuestiones extradeportivas— perdió un campeonato en forma increíble, teniendo en cuenta que faltando seis fechas le llevaba cinco puntos a Atlanta (la victoria valía dos unidades) que se encontraba en la segunda posición; logrando el ascenso Estudiantes de La Plata, que estaba ubicado cuarto, detrás de Argentinos Juniors.
Al término del torneo de 1963, Colón (de pobre desempeño) transfirió a José Omar Pastoriza a Racing Club, considerado en esa época como la mejor expresión futbolística de la entidad y con un venturoso porvenir. El presidente Italo Giménez, en un verdadero esfuerzo económico para formar un equipo competitivo y retornar al principal torneo de ascenso afista, incorporó a cinco paraguayos: el arquero Juan Luis Pérez; los defensores Juan Bareiro y Ediberto Pérez; el volante defensivo Cilenio López; el delantero central Fernando López -hermano del anterior- y Luis Cabaña, insider izquierdo. También logró el concurso, entre otros futbolistas, del goleador de Sanjustino Norberto Serenotti y del delantero local Demetrio «Ploto» Gómez.
Colón pretendía el retorno a una división superior y contaba —por su popularidad— con el apoyo del gobernador de Santa Fe, Dr. Aldo Emilio Tessio, lo que posibilitó que su presidente Italo Giménez iniciara gestiones ante el delegado interventor en AFA, Francisco «Pancho» Perette (exjugador de Atlético Paraná, titular de la Liga Paranaense por cuatro décadas y hermano del vicepresidente de la Nación, Dr. Carlos Humberto Perette) para concretar una «re estructuración de Primera B».
La decisión se adoptó en una asamblea extraordinaria de la AFA que decidió ascender a nueve instituciones. Hubo un gran hacedor de aquella gesta: Italo Pedro Giménez. De esta manera, Colón volvió a Primera B, ante la alegría desbordante de sus hinchas y simpatizantes, que se volcaron a las calles para celebrar el acontecimiento, en una temporada donde no hubo descensos.

### Victoria ante el Santos de Pelé (1964)

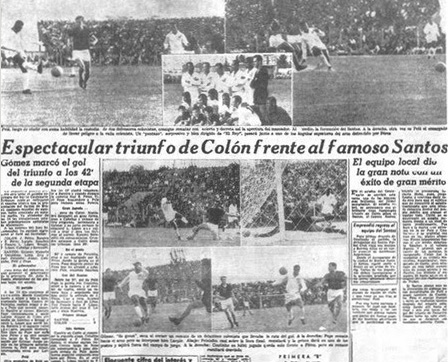
Diario El Litoral, domingo 10 de mayo de 1964.

El domingo 10 de mayo de 1964, para festejar el ascenso a la Segunda División, Colón recibió al Santos FC de Pelé, que se encontraba de gira por Argentina, el Santos estaba en su mejor momento (era bicampeón del mundo y llevaba 43 partidos invicto). El 10 de mayo se jugó el encuentro, y el humilde Colón logró derrotarlo.

«A los 37 minutos del primer tiempo Péle puso en ventaja al Santos, pero en el segundo tiempo, a los 6 minutos, López marcó la igualdad, que se mantuvo hasta que a los 42 minutos Demetrio Gómez colocó un frentazo y el 2 a 1 final.
Colón formó con: J. L. Pérez, Bareiro y E. Pérez, Larpín, Sánchez y A. Poncio, L. López, Broggi, F. López, Cabaña y Serenotti.
Santos: Gilmar, Modesto y Geraldino, Lima, Zito y Joel, Peixinho, Almir Coutinho, Pelé y Pepe.
P.T.: 37 minutos gol de Pelé, para el Santos.
S.T.: 6 minutos gol de Colón, F. López. 42 minutos gol de Colón, Demetrio Gómez.
Cambios en el segundo tiempo, en Colón, Gómez por Broggi.
A los 34 minutos en el Santos, Ismael por Zito colocándose Lima como número 5. Dos minutos después Rossi por Almir.
Luego, en Colón, García por Serenotti.
Recaudación: $ 2.597.460. Récord para Santa Fe.»

Ese mismo año el Sabalero disputa dos partidos amistosos internacionales más. El primero el 30 de septiembre, derrota a Cerro de Montevideo por 3 a 0, y el segundo fue el 12 de diciembre, Colón vence a su homónimo de Montevideo por 2 a 1.

### Campeonato de segunda división y primer ascenso a Primera División (1965)

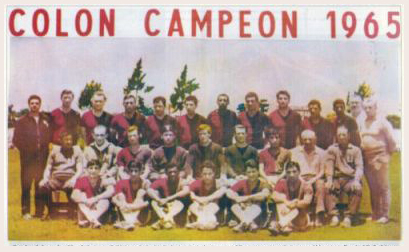
Equipo Campeón de 1965: Nerbutti, Néstor Cardozo, Raúl Cardozo, Gisleno Medina, Sebastián García, Jorge Sanitá y Luis Tremonti, Orlando Medina, Néstor Canevari, Alfredo Oberti y Alejo Medina.

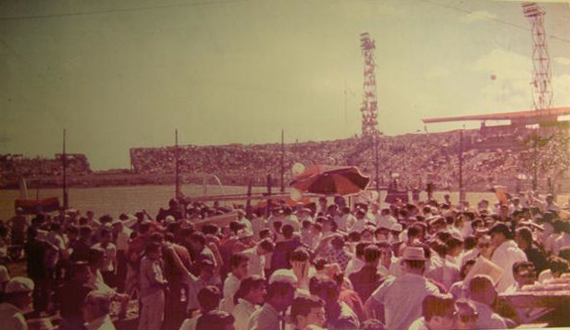
Festejo de la hinchada Sabalera al concretarse el primer ascenso a Primera División. 1965

Al año siguiente Colón se asegura el ascenso a Primera División. Para el torneo de Primera B de 1965 se dispuso la participación de 23 equipos, que jugaron a dos ruedas de partidos todos contra todos, con un total de 46 fechas y 44 encuentros por equipos. Pese a su inconveniente extensión, resultó ser un torneo bastante interesante. Hubo 2 ascensos (Colón y Quilmes) y ningún descenso. Colón fue el campeón y Quilmes obtuvo el segundo ascenso.
Faltando diez fechas para el final del torneo, Colón estaba tercero, detrás de Quilmes y All Boys, y en la misma línea de Los Andes. La última derrota había sido a trece fechas del final, cuando Tigre le ganó en Victoria por 2 a 1. Pero las verdaderas chances aparecieron a cuatro fechas, cuando Colón igualaba la línea de Quilmes y Los Andes.
Llegó la victoria ante Central Córdoba, en Rosario, por 3 a 1, luego ante Defensores de Belgrano, en el Centenario, también por ese marcador.
El martes 14 de diciembre de 1965 derrota a Deportivo Español, en cancha de Atlanta por 1 a 0, con gol de Oberti a los 38 minutos del 2.º tiempo. Cuatro días más tarde, en su cancha, derrota a Nueva Chicago 2 a 1, con goles de Orlando Medina y Oberti. Colón conseguía ese 18 de diciembre de 1965 el título de «Campeón del Torneo de Primera B», ascendiendo a Primera División.
| El plantel Campeón que logró el ascenso | El plantel Campeón que logró el ascenso | El plantel Campeón que logró el ascenso | El plantel Campeón que logró el ascenso | El plantel Campeón que logró el ascenso |
| Jugador                                 | Posición                                | PJ                                      | Goles                                   |                                         |
| --------------------------------------- | --------------------------------------- | --------------------------------------- | --------------------------------------- | --------------------------------------- |
| Luis Ángel Tremonti                     | ARQ                                     | 40                                      | 0                                       |                                         |
| José Luis Burtovoy                      | ARQ                                     | 4                                       | 0                                       |                                         |
| Carlos Larpin                           | DEF                                     | 24                                      | 1                                       |                                         |
| Néstór Cardoso                          | DEF                                     | 33                                      | 0                                       |                                         |
| Edilberto Pérez                         | DEF                                     | 7                                       | 0                                       |                                         |
| Alberto Poncio                          | DEF                                     | 3                                       | 0                                       |                                         |
| Jorge Sanitá                            | DEF                                     | 44                                      | 2                                       |                                         |
| Gisleno Medina                          | DEF                                     | 31                                      | 0                                       |                                         |
| Raúl Cardozo                            | DEF                                     | 24                                      | 3                                       |                                         |
| Orlando Medina                          | MED                                     | 31                                      | 12                                      |                                         |
| Juan de Rosa Cabañas                    | MED                                     | 2                                       | 0                                       |                                         |
| Sebastián García                        | MED                                     | 35                                      | 0                                       |                                         |
| Dumas Rodríguez                         | MED                                     | 20                                      | 0                                       |                                         |
| José Broggi                             | MED                                     | 8                                       | 1                                       |                                         |
| Hugo Martínez                           | MED                                     | 1                                       | 0                                       |                                         |
| Néstor Canevari                         | MED                                     | 29                                      | 5                                       |                                         |
| Carlos Colman                           | MED                                     | 1                                       | 0                                       |                                         |
| Luis López                              | DEL                                     | 5                                       | 1                                       |                                         |
| Juan Castro                             | DEL                                     | 29                                      | 8                                       |                                         |
| Alejo Medina                            | DEL                                     | 39                                      | 21                                      |                                         |
| Pedro Rosso                             | DEL                                     | 6                                       | 0                                       |                                         |
| Alberto Ríos                            | DEL                                     | 42                                      | 5                                       |                                         |
| Alfredo Obberti                         | DEL                                     | 24                                      | 13                                      |                                         |
| Agustín Balbuena                        | DEL                                     | 2                                       | 0                                       |                                         |

El 6 de marzo de 1966 Colón jugó el primer partido de la máxima categoría de fútbol oficial organizado por la Asociación del Fútbol Argentino. Ese día, Pedro Medina marca el primer gol en la historia, a los 21 minutos del primer tiempo, enfrentando a Chacarita Juniors. La primera victoria en Primera División se logra en la 6.ª fecha. Fue de visitante, cuando en una sorprendente actuación derrota a Ferro 3 a 1.
Un año más tarde, el 7 de enero de 1967, Colón juega en Montevideo contra la Selección de Uruguay, con quien empata 1 a 1. En aquel partido el arquero fue "la Polaca" Burtovoy, padre de Pablo Burtovoy, quien sería arquero de Colón en 1994. El gol Santafesino lo hizo Bustamante a los 12 minutos del segundo tiempo.
En ese mismo año, el 26 de marzo, Colón derrota al bicampeón Mundial y último Campeón de América, Peñarol de Montevideo por 3 a 2 en el estadio de Colón.

### Descenso a Primera B (1981)
Colón logró mantenerse 16 años consecutivos en Primera División, hasta que en el año 1981 desciende. En un recordado partido frente a Boca Juniors (el cual el equipo Sabalero jugó con una inusual camiseta a rayas celestes y blancas), en dicho partido Colón retiró su equipo de la cancha (le quedaban 9 jugadores) a los 34 minutos del segundo tiempo, disconformes por la actuación del árbitro Juan Carlos Loustau. Ese día Boca ganó 2 a 0 con goles de Escudero y Perotti. En ese equipo el 10 era Diego Maradona. A partir de que el Tribunal de Disciplina de AFA dispusiera la expulsión por muchas fechas de todos los jugadores que se retiraron voluntaria y anticipadamente del partido (circunstancia esta que les imposibilitaba jugar el resto del torneo), Colón quedó prácticamente sin chances serias para pelear su continuidad en la máxima categoría, pero su descenso recién se formalizaría algunas fechas después al perder con Huracán en el estadio Tomás Ducó.
1989 fue un año para el olvido debido a que Colón pierde con su eterno y clásico rival una final por el ascenso a Primera División. En 1993 se perdió nuevamente una final por el ascenso, ante Banfield, se recuerda mucho este partido ya que Colón podría haber logrado el ascenso sin necesidad de jugar dicha final, lo único que necesitaba era ganarle a Chaco For Ever en la última fecha del torneo, y esperar que Unión al menos logre un empate con Banfield en la misma fecha. Colón logró su victoria ante Chaco For Ever, y Unión, luego de ir ganando 1 a 0, terminó perdiendo ante Banfield por 2 a 1. Varios jugadores de Unión declararon haber sido amenazados violentamente por su hinchada en el entretiempo de aquel partido para evitar que ganaran, y así imposibilitar que Colón ascendiera directamente, obligándolo a jugar aquella final de desempate que tendría como ganador y ascendido a Banfield.

### Segundo ascenso a Primera División (1995)

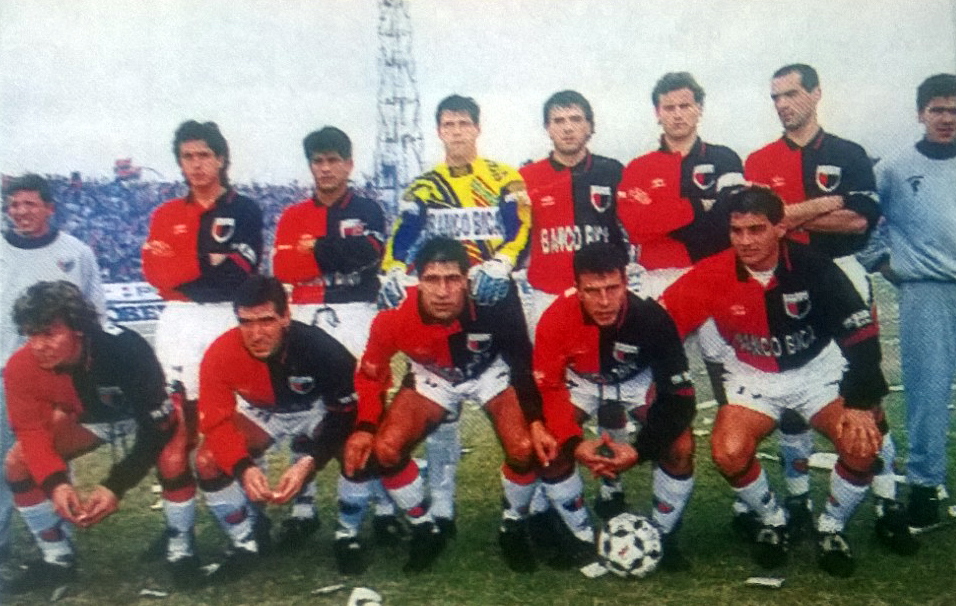
Equipo del ascenso 1995: Unali, Ibarra, Leo Díaz, Ameli, Kobistij, Kuzemka, Javier López, Solbes, Miguel Ángel Gambier, Gabriel Gonzáles, Uliambre.

El Sabalero debía pelear hasta las últimas instancias para poder ascender. Tras pelear numerosos octogonales con chances infinitas siempre llegando como favorito, al final Colón tuvo «su año».

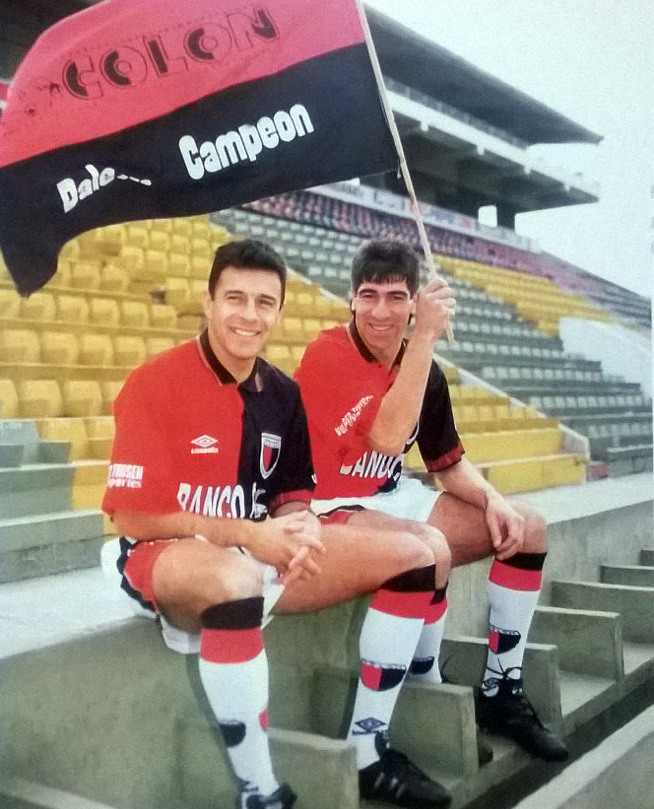
Gabriel "el loco" Gonzales y Miguel Ángel Gambier, pilares fundamentales para el ascenso de 1995.

El 28 de diciembre de 1992, José Vignatti asumió a la presidencia y dio otra cara a los problemas institucionales que reinaban en el Club. A fines del torneo 93/94 se contrató a Nelson Pedro Chavay, hombre indicado para llevar adelante el proyecto hecho por Vignatti. Juntos, contrataron a la mayoría de los jugadores: Gambier, González, Uliambre, Unali, Kuzemka.
El único objetivo era ascender, sea como sea. Colón tuvo un par de tropezones durante el torneo, como la derrota frente a Estudiantes de La Plata por 1 a 0 y por 5 a 1 en La Plata, pero estos no opacaron el sueño de miles de hinchas por lograr la tan ansiada vuelta a la Primera categoría del Fútbol Argentino.
La final del torneo depositó una vez más a Colón, en una buena posición detrás de Estudiantes de La Plata, nuevamente los hinchas recordaron los pasados 14 años sin poder ascender, y temían que ese año pase lo que siempre ocurría: llegar como favorito y luego caer en las últimas fechas. Pero en este torneo no pasaría lo mismo, Colón se había afirmado con innumerables chances de ascenso y tenía un plantel con grandes jugadores de mucha experiencia.
Se disputó un «torneo reducido» entre los equipos del segundo al octavo puesto de la tabla general (Colón quedó ubicado en el 3.º puesto, detrás de Estudiantes de La Plata y Atlético de Rafaela), a los que se agregó Atlanta por ser el campeón del torneo de Primera B. El reducido tuvo modalidad de eliminación directa con partidos de ida y vuelta.
La primera fase fue contra All Boys, tanto el partido de ida como el de vuelta terminaron en empate, pero salió favorecido Colón por la mejor posición dentro de la tabla. La siguiente fase fue ante Godoy Cruz de Mendoza, el partido de ida en Mendoza fue un aburrido 0 a 0 y el partido en Santa Fe tuvo una superioridad numérica para los Sabaleros por 5 a 0 en un partido brillante. De esta manera Colón llegó a la final del octogonal, frente suyo tenía a San Martín de Tucumán.
El sábado 29 de julio de 1995, justo cinco días antes de cumplir los 14 años desde su despedida del fútbol grande de los domingos y pagando las deudas del pasado, Colón asciende a la Primera División, derrotando a San Martín de Tucumán 3 a 1 de local (y habiendo ganado 1 a 0 de visitante). Es muy recordado el gol en Tucumán de Adrián Marini, que desde la punta del área clavó un golazo al ángulo, para el festejo los más de 6 mil hinchas Sabaleros que acompañaron a su equipo hasta Tucumán.
Ese año Colón contaba con un gran equipo, entre ellos estaban Miguel Ángel Gambier, Gabriel González Chaves, Hugo Ibarra, Pedro Uliambre, Adrián Marini, entre otros. Y el técnico era el uruguayo Chabay.
Los festejos por el ascenso se extendieron en todo Santa Fe durante un largo tiempo, la ciudad se vistió nuevamente de rojo y negro. El hincha sabalero jamás olvidara aquella vuelta a primera división.

### Subcampeonato de Primera División 1997
El Torneo Clausura 1997 fue uno de los más parejos que tuvo el fútbol argentino, porque el mismo lo disputaron mano a mano River Plate y Colón de Santa Fe, quienes se enfrentaron un 11 de mayo de ese año por la fecha 11.º del campeonato que finalmente se quedarían los de Núñez y que tendría como escoltas a los de Santa Fe con 35 puntos. Sin embargo, en esa jornada la victoria fue de Colón, quienes se llevaron un triunfo estupendo por 5 a 1, con dos tantos de Cristian Castillo y tres de Marcelo Saralegui. El descuento del conjunto de Núñez fue de Enzo Francescoli, quien formaba parte del plantel que en ese año se quedaría con la Supercopa.
El torneo finalizó un 13 de agosto y marcó una nueva consagración de River Plate, que antes de la última jornada se quedó con el título, tras alcanzar los 41 puntos y sacarle seis de ventaja a Colón de Santa Fe, que hizo una gran campaña y que terminó como el subcampeón.
El director técnico del equipo subcampeón fue "Pancho" Ferraro y permanecerá en la historia como uno de los mejores que pasaron por Santa Fe.

### Participación en la Copa Conmebol 1997
Los 2 representantes en la Copa Conmebol 1997 fueron, sucesivamente, los equipos mejor ubicados en la tabla final de posiciones 1996/97, excluidos los 2 representantes a la Copa Libertadores de América de 1996. Uno de ellos debía ser del interior del país, a cuyos fines se debió considerar como tales las plazas con jurisdicción fuera de la Provincia de Buenos Aires. Los dos descensos se operaron por el promedio de puntos de las temporadas 1994/95, 1995/96 y 1996/97.
El 28 de agosto de 1997 fue el debut internacional en copas para Colón, en el Estadio Nacional de Chile, donde enfrentó a la Universidad de Chile. Esa noche Colón cayó 2 a 1, el gol para el "Negro" lo marcó Adrián Gorostidi casi sobre el final, dándole una luz de esperanza al equipo y un grito de desahogo a las 1000 almas Sabaleras que llegaron a Chile.
El jueves 4 de septiembre de 1997 la «U» visitó el Cementerio de los Elefantes. En un partido muy emotivo, Colón logró ganar por 2 a 1 y así llevar al partido a una definición por penales, donde apareció la figura de Leo Díaz, tapándole un penal a Galdames para darle el pase a Colón a la siguiente fase.
Colón avanzó hasta las semifinales donde se enfrentó contra Lanús. En Santa Fe cayó por 2 goles, y en el sur del Gran Buenos Aires el partido terminó empatado en 1, dejando al club Colón de Santa Fe con el 3.º puesto de esta copa.

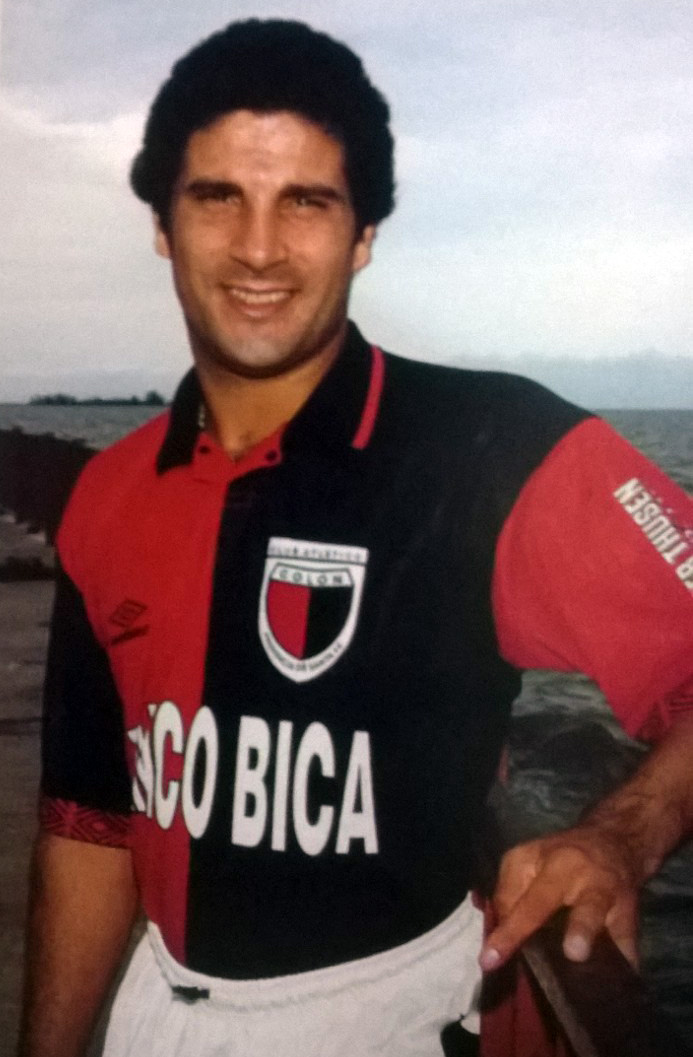
Marcelo Saralegui, convirtió 3 goles en el 5 a 1 contra River en 1997, y en 1998 marcó el gol contra Independiente que le permitió a Colón jugar por primera vez la Copa Libertadores.

### Participación en la Copa Libertadores 1998
Los ganadores del Apertura 1996 y Clausura 1997 fueron los representantes argentinos en la Copa Libertadores de América 1998. Debido a que River Plate ganó los dos torneos de la temporada, los equipos que finalizaron en la segunda colocación de cada uno de ellos (Independiente y Colón), jugaron un partido para determinar el segundo equipo argentino que debía participar en la Copa Libertadores de América.
Colón debió, entonces, jugar una eliminatoria contra Independiente, para ver quién de los dos entraría al certamen sudamericano. Dicho encuentro se jugó en Buenos Aires, en cancha de Lanús, en diciembre de 1997.
La escapada del «Bichi» Fuertes por derecha, en jugada de contragolpe, el posterior centro y el gol del uruguayo Marcelo Saralegui, volvieron a inscribir una fecha clave en la historia de Colón: el 4 de diciembre de 1997, Colón le ganó a Independiente 1 a 0 y logró el pasaporte a jugar por primera vez la Copa Libertadores de América.
Colón formó con: Leonardo Díaz, Hugo Ibarra, Luis Medero, Rodríguez Peña y Dante Unali, Adrián Marini, Castagno Suárez, Gordillo y Marcelo Saralegui, y adelante con Esteban Fuertes y Cristian Castillo. El D.T. fue Orlando Medina.
Sobre el final del partido hubo 4 expulsados: Fuertes, Saralegui, Garnero y Guerrero. Colón logró avanzar hasta los cuartos de final, donde cayó ante River Plate por 2 a 1 en la ida y 3 a 1 en la vuelta.

### Subcampeonato de Primera División 2000
La tarde del domingo 12 de marzo de 2000 será imborrable para los hinchas Sabaleros, quienes disfrutaron de un categórico triunfo sobre su clásico rival de todos los tiempos por 4 goles contra 0, en un juego soñado, histórico e inolvidable, que pudo haberse definido por cifras más abultadas si se lo hubiese propuesto el dueño de ese juego. Colón liquidó el pleito en el primer cuarto, con un fútbol de alto vuelo, con la manija del internacional Chileno, el «Huevito» Valencia (venía de ser campeón con la «U»), un armador de lujo; la jerarquía y potencia del Uruguayo Delgado; la rapidez e inteligencia del experimentado Enría y la potencia goleadora del siempre vigente «Bichi» Fuertes, goleador absoluto de dicho certamen.
El Litoral tituló: «Al límite de la deshonra», apuntando a que «fue demasiado de Colón para tan poco de Unión». En fotografía apaisada donde los futbolistas locales celebraban la tercera conquista, el epígrafe precisaba que «lo parejo se hizo desparejo: al clásico llegaron con marcado equilibrio, pero la realidad mostró todo lo contrario», sosteniendo que «la diferencia habría sido mayor, si Colón se lo hubiera propuesto».
Al final del Torneo Clausura 2000, el Sabalero se ubicó en la segunda posición del torneo de Primera División, junto con Independiente (36 puntos). Este equipo, dirigido por Osvaldo Piazza, dio cátedra de fútbol en muchos partidos, con jugadores de categoría como Esteban Fuertes, Claudio Enría, "la cabra" Delgado, entre otros. Además, con 17 tantos, el Bichi Fuertes se consagró como el goleador del torneo.
En el año 2001, Colón terminó en el cuarto puesto con 32 puntos, detrás de Racing Club (42 puntos), River Plate (41 puntos) y Boca Juniors (33 puntos). Este equipo contó con figuras como Morales Santos, Claudio Graf, Martín Romagnoli recién surgido de las divisiones inferiores, junto con Alejandro Capurro y César Carignano.

### Participación en la Copa Sudamericana 2003
El 6 de julio de 2003, ante más de 25.000 hinchas en el Cementerio de los Elefantes le ganó 1 a 0 a Vélez Sarsfield con gol del debutante Guillermo Imhoff que le permitió participar en la última Copa Internacional que le faltaba, la Copa Sudamericana 2003.
Terminó el Clausura 2003 en la 6.ª posición con 29 puntos, y habiendo logrado una temporada en la que cosechó 57 en total.
Dirigido por el "Patón" Bauza, a Colón le tocó enfrentarse en la primera rueda contra Vélez Sarsfield. El primer partido se disputaría con el Sabalero en condición de local. En el Cementerio de los Elefantes, Colón logró una abultada victoria por tres a uno, marcando uno Giovanny Hernández, y un doblete de Javier Delgado. Un resultado similar se vería en Liniers, pero esta vez goleando: un gol de Carignano, otro del "Negro" Martínez, y dos del "Bichi" Fuertes, sentenciaron un cuatro a uno que ponía al negro en la próxima fase.
Luego, en la segunda ronda, Colón debió cruzarse con uno de los grandes: Boca Juniors. En el partido de ida, logró un empate 1 a 1 convertido por Gustavo Savoia a los 90 minutos, ante los entonces dirigidos por Carlos Bianchi. En gol boquense lo convirtió Pedro Iarley. Pero en la vuelta, que se jugó en Salta, se terminaría el camino Sabalero luego de perder el partido por 2 a 1, así Colón debió despedirse su tercer participación internacional. El gol del Sabalero lo convirtió César Carignano, definiendo al ángulo del segundo palo.
Esta última participación, dejó 13.º al sabalero, en la clasificación de clubes argentinos de la Conmebol. Las figuras de este equipo fueron el colombiano Giovanni Hernández, Martín Romagnoli, César Carignano y la vuelta del "Bichi" Fuertes. Colón logró terminar el Torneo Clausura 2003 también en la 6.ª posición con 29 puntos. En estos campeonatos se destaca la participación de César Carignano, quien marcó 11 tantos, quedando como segundo goleador.

### Participación en la Copa Libertadores 2010
| Pos | Equipo            | Pts | PJ | PG | PE | PP | GF | GC | Dif |
| --- | ----------------- | --- | -- | -- | -- | -- | -- | -- | --- |
| 1.º | Banfield          | 41  | 19 | 12 | 5  | 2  | 25 | 11 | 14  |
| 2.º | Newell's Old Boys | 39  | 19 | 12 | 3  | 4  | 26 | 15 | 11  |
| 3.º | Colón             | 34  | 19 | 10 | 4  | 5  | 27 | 16 | 11  |

Esta tabla fue utilizada como clasificatoria para la Copa Libertadores 2010.
| Pos | Equipo              | Cl 09 | Ap 09 | Pts | PJ | PG | PE | PP | GF | GC | Dif |
| --- | ------------------- | ----- | ----- | --- | -- | -- | -- | -- | -- | -- | --- |
| 1.º | Vélez Sarsfield (*) | 40    | 34    | 74  | 38 | 21 | 11 | 6  | 58 | 34 | 24  |
| 2.º | Lanús               | 38    | 31    | 69  | 38 | 20 | 9  | 9  | 58 | 43 | 15  |
| 3.º | Colón               | 34    | 34    | 68  | 38 | 20 | 8  | 10 | 56 | 35 | 21  |

(*) Clasificado como campeón del Clausura 2009.

|  |                                 |
|  | Clasificados a la segunda fase. |
|  | Clasificados a la primera fase. |

Colón debió enfrentarse en la Primera Fase contra el equipo Universidad Católica de Chile. El partido de ida se disputó de local en el Estadio Brigadier López y lo ganó Colón por 3 a 2. La vuelta se jugó en Chile, donde el equipo Santafecino cayó por 2 a 3, lo que llevó a una definición desde el punto penal donde finalmente fue victoria para el equipo Chileno (3-5).

### Participación en la Copa Sudamericana 2012
El Sabalero termina segundo en el Apertura 2011, ya que Racing Club debía ganar o empatar con Vélez para consagrarse como el único subcampeón, pero perdió y no sumó ningún punto, terminando con 31. De esta manera, Racing Club, Vélez, Belgrano y Colón fueron los subcampeones.
Para clasificarse directamente a la Copa Sudamericana, Colón debía ganar su último partido por al menos cinco goles, para alcanzar la diferencia de gol de Argentinos Juniors, pero no pudo hacerlo ante Banfield, ya que solo ganó 4-1. Debido a esto, el Sabalero debía esperar que Arsenal pase el repechaje y se clasifique a la Copa Libertadores (dejando un nuevo cupo en la Sudamericana) o que Tigre juegue la Promoción
Eran las primeras horas del primer día de febrero cuando en distintos puntos de la ciudad comenzaron a escucharse bombas de estruendo. Para los desprevenidos que no entendían el motivo, eran los hinchas de Colón que festejaban el empate de Arsenal de Sarandí en Perú. ¿Por qué? Porque ese resultado les otorgó la posibilidad de disputar la Copa Sudamericana, en el segundo semestre de 2012.
Para los Sabaleros, esta fue la quinta disputa de una copa internacional en su historia. Superó la Segunda Fase derrotando a Racing Club por 3 a 1 de local y por 2 a 1 en el Cilindro de Avellaneda con resultado global de 5 a 2. Colón avanzó hasta octavos de final, donde debió jugar contra Cerro Porteño de Paraguay, cayó por 2 a 1 en el Brigadier López y fue también 2 a 1 en «La Olla».

### La crisis institucional y el descenso a la Primera B Nacional (2013-2014)
Luego de una mala campaña con Rubén Forestello como técnico, quien deja su cargo tras 5 derrotas consecutivas, Mario Sciacqua se hace cargo del equipo pero no logra levantar a Colón en el campeonato y se aleja del Club luego de la derrota ante Olimpo por 1 a 0 en la última fecha.
Una nefasta dirigencia del club, presidida por el Dr. Germán Lerche, desemboca en una profunda crisis. La FIFA oficializa el descuento de 6 puntos a Colón, debido a una deuda de 600 mil dólares que mantenía la institución con el Atlante de México por el pase de Juan Carlos Falcón en la temporada 2007/2008; esta medida, para finales del año 2013, dejó a Colón en la zona de descenso. A esto se le sumó una situación inédita: el partido entre Colón y Atlético de Rafaela de la fecha 16 del Torneo Inicial 2013 se suspendió porque los jugadores sabaleros no se presentaron a jugar, por un conflicto salarial con la entidad. El desenlace fue que el partido no se jugó y se lo dio por ganado a Atlético de Rafaela, y horas después, el presidente de los rojinegros, Germán Lerche, que estaba de licencia, presentó su renuncia.
Se realizan elecciones anticipadas en el club, y el 23 de diciembre de 2013, Eduardo «Lalo» Vega (ex médico del plantel) asume como nuevo presidente de Colón de Santa Fe, al adjudicarse las elecciones con el 68% de los votos. Para el inicio del Torneo Final 2014, Diego Osella toma el mando del equipo con ayuda de Julio César Toresani y construyen un Colón repleto de jugadores juveniles, ya que los de mayor experiencia abandonaron el club por diferentes motivos. Además, por falta de dinero, el club tuvo que desprenderse de dos jugadores juveniles de 15 años, vendiéndolos al club Boca Juniors por tan solo 2 millones de pesos (Julián Chicco y Matías Roskopf).
| Nombre                  | Forma     | Destino                |
| ----------------------- | --------- | ---------------------- |
| Ronald Raldes           | Libre     | Oriente Petrolero      |
| Rubén Ramírez           | Rescisión | Audax Italiano         |
| Iván Moreno y Fabianesi | Rescisión | Liverpool              |
| Bruno Urribarri         | Libre     | River Plate            |
| Oscar Carniello         | Libre     | Everton                |
| Luciano Leguizamón      | Rescisión | Everton                |
| Facundo Callejo         | Préstamo  | Gimnasia y Esgrima (J) |
| Sebastián Prediger      | Libre     | Baniyas Club           |
| Lautaro Toresani        | Préstamo  | Comunicaciones         |
| Germán Lessman          | Préstamo  | Rangers                |
| Lucas Mugni             | Traspaso  | Flamengo               |

Futbolistas que por distintos motivos económicos se alejaron del club.

Asimismo, Colón logra una muy meritoria campaña de 30 puntos. Pero no alcanzó para mantener al club en la máxima categoría del fútbol Argentino (necesitaba al menos 31 puntos), el equipo de Osella finaliza el campeonato en la séptima posición a siete puntos del campeón River Plate.
El 24 de mayo de 2014, en un partido de desempate por la permanencia frente a Atlético de Rafaela (que terminó el campeonato con el mismo promedio que Colón, disputándose la última plaza del descenso) en el estadio Gigante de Arroyito, de la ciudad de Rosario y ante la presencia de casi 20 000 hinchas, Colón perdió la categoría al caer por 1 a 0 con gol de Rodrigo Depetris, descendiendo así a la Primera B Nacional después de 19 años de permanencia en la Primera División.

### Tercer ascenso a Primera División (2014)
La espera para volver a Primera División se hizo muy corta. La AFA decide realizar una reestructuración del campeonato de Primera División de 2015, se propuso que el número de equipos participantes de dicha competición aumente de 20 a 30. Como consecuencia de dicha reestructuración, el certamen de Segunda División del 2014 tuvo características especiales, ya que permitió el ascenso de 10 equipos a Primera División y careció de descensos. Se disputó un torneo de 6 meses, donde los equipos participantes fueron divididos en dos zonas, permitiendo el ascenso de los primeros 5 equipos de cada zona, Colón fue colocado en la "Zona A".
El equipo hizo una buena campaña que lo tuvo como protagonista en su zona, se mantuvo en los puestos de ascensos durante todo el campeonato. Pero tres fechas sin sumar puntos en la recta final (una por quedar libre) provocaron el alejamiento de Diego Osella, su lugar en el banco fue tomado por Reinaldo Merlo. El final del torneo fue muy parejo y faltando solo cuatro partidos para concluir, Colón necesitaba cosechar al menos 7 puntos para lograr su objetivo, solo debía ganar la penúltima fecha de visitante o esperar a una difícil definición en la última de local.
Más de 4 mil hinchas acompañaron al equipo en el penúltimo partido contra Douglas Haig en Pergamino, llenando las tribunas visitantes (como hinchada «neutral»), pero el equipo comandado por «Mostaza» Merlo no pudo llevarse una victoria (cayendo por 1 a 0) y tuvo que esperar hasta la última fecha.
El domingo 7 de diciembre del 2014 fue una fecha que ningún hincha de Colón podrá olvidar, en un estadio Brigadier López totalmente repleto se jugó un partido decisivo contra el equipo Boca Unidos de Corrientes, ni a Colón ni a Boca Unidos les servía el empate y solo el ganador de dicho partido se llevaría el boleto a Primera División.
Con un gol de Lucas Alario de penal (80') y dos de David Ramírez (91' y 98'), luego de 6 meses de haber descendido, Colón logró el objetivo de volver a Primera División.
| El plantel que logró el ascenso | El plantel que logró el ascenso | El plantel que logró el ascenso | El plantel que logró el ascenso | El plantel que logró el ascenso |
| Jugador                         | Posición                        | PJ                              | Goles                           | Asist.                          |
| ------------------------------- | ------------------------------- | ------------------------------- | ------------------------------- | ------------------------------- |
| Jorge Broun                     | ARQ                             | 20                              | 0                               | -                               |
| Andrés Bailo                    | ARQ                             | 0                               | 0                               | -                               |
| Ignacio Lovera                  | ARQ                             | 0                               | 0                               | -                               |
| Andrés Mehring                  | ARQ                             | 0                               | 0                               | -                               |
| Lucas Landa                     | DEF                             | 19                              | 0                               | -                               |
| Franco Lazzaroni                | DEF                             | 20                              | 1                               | -                               |
| Germán Conti                    | DEF                             | 5                               | 0                               | -                               |
| Danilo Sandrigo                 | DEF                             | 0                               | 0                               | -                               |
| Luis Castillo                   | DEF                             | 13                              | 0                               | -                               |
| Wilfredo Olivera                | DEF                             | 5                               | 0                               | -                               |
| Mariano Bittolo                 | DEF                             | 15                              | 1                               | -                               |
| Guillermo Ferracuti             | DEF                             | 5                               | 0                               | 2                               |
| Cristian Saín                   | DEF                             | 0                               | 0                               | -                               |
| Pablo Cuevas                    | DEF                             | 3                               | 0                               | -                               |
| Yamil Garnier                   | MED                             | 18                              | 0                               | -                               |
| José Leudo                      | MED                             | 0                               | 0                               | -                               |
| Marcos Fernández                | MED                             | 5                               | 0                               | -                               |
| Franco Leys                     | MED                             | 6                               | 0                               | -                               |
| Gerónimo Poblete                | MED                             | 20                              | 1                               | 1                               |
| Daniel Pérez                    | MED                             | 0                               | 0                               | -                               |
| David Ramírez                   | MED                             | 8                               | 3                               | 2                               |
| Emanuel Casado                  | MED                             | 2                               | 0                               | -                               |
| Cristian Llama                  | MED                             | 5                               | 0                               | -                               |
| Matías Ballini                  | MED                             | 12                              | 0                               | -                               |
| Lihué Prichoda                  | MED                             | 5                               | 0                               | -                               |
| Gustavo Villarruel              | DEL                             | 19                              | 5                               | 3                               |
| Facundo Curuchet                | DEL                             | 5                               | 1                               | -                               |
| Fernando Telechea               | DEL                             | 16                              | 1                               | 2                               |
| Facundo Callejo                 | DEL                             | 7                               | 1                               | 2                               |
| Lucas Alario                    | DEL                             | 15                              | 6                               | 4                               |
| Raúl Becerra                    | DEL                             | 11                              | 0                               | 1                               |
| Cristian Pavón                  | DEL                             | 20                              | 5                               | 4                               |

### Participación en la Copa Sudamericana 2018: Colón hace historia en el estadio Morumbí
El 27 de junio de 2017, al finalizar en el puesto 11.º del Campeonato de Primera División 2016-17, Colón ingresó nuevamente en un campeonato internacional, la Copa Sudamericana 2018. En esta ocasión el equipo logró llegar hasta los octavos de final en donde cayó ante Junior de Barranquilla. Pero lo más destacado de su participación fue la histórica victoria en la Segunda fase ante São Paulo, en su mítico estadio Morumbi. Con un gol de Matías Fritzler logró lo que ningún equipo argentino había podido conseguir hasta ese momento enfrentando al San Pablo: vencer al gigante de Brasil como visitante en una copa internacional. Sobre 30 partidos del equipo brasileño recibiendo a argentinos, esta fue la primera caída, tras 22 triunfos y ocho empates.

### Subcampeonato de la Copa Sudamericana 2019
El día 26 de septiembre de 2019, luego de vencer en tanda de penales al club Atlético Mineiro en el estadio Mineirão, Colón llegaba por primera vez a una final internacional, la de la Copa Sudamericana 2019. La final se desarrolló el 9 de noviembre de 2019, fecha que quedará grabada a fuego en la historia de Colón debido a que ese día estuvo ante la posibilidad más concreta de conquistar su primera estrella ante el club Independiente del Valle en la primera final única de la Copa Sudamericana, la cual tuvo la particularidad de contar con una "invasión" de más de 40.000 fanáticos Sabaleros en el Estadio General Pablo Rojas de Asunción del Paraguay, catalogada como la mayor movilización de hinchas de un país a otro, que será recordada por siempre.
Después del show previo, que incluyó la presentación de Los Palmeras con el emblemático "Soy Sabalero" que se viralizó en las redes sociales a través de todo el mundo, el juego arrancó junto con el diluvio. Los primeros minutos transcurrieron con normalidad, pero cuando la cancha ya empezaba a inundarse llegó el primero de los ecuatorianos de la mano de Luis Fernando León, con un cabezazo que se le metió a Leonardo Burián a los 25 minutos del primer tiempo. Cinco después, no dio para más: el árbitro brasileño Raphael Claus paró el encuentro y mandó a los equipos a esperar a los vestuarios.
La lluvia nunca cesó en La Nueva Olla, pero en poco más de media hora se hizo un prolijo trabajo para drenar el campo de juego y, mientras el público se refugiaba como podía, se reanudó la historia con 30 minutos disputados. Solamente 10 después, Jhon Sánchez definió una buena jugada colectiva y amplió la ventaja.
Después, dentro de la desesperación, Colón no logró generar oportunidades claras más allá de un disparo de Wilson Morelo. A los 10 minutos del complemento Claus cobró un penal para los rojinegros pero Jorge Pinos contuvo el disparo de Luis Miguel Rodríguez. Sin embargo, a los 43 minutos revivió la ilusión Santafesina, el ingresado Jorge Ortega cabeceó en el área y por izquierda ingresó Emanuel Olivera para meter un sablazo con la pierna en alto y descontar el pleito.
Lógicamente, los de Pablo Lavallén vieron el momento propicio para ir por todo o nada, se jugaron al ataque y le pusieron incertidumbre al trámite, aunque les faltara ímpetu en los últimos metros. Cuando el árbitro adicionó seis minutos y luego otro extra se ilusionaron aún más, aunque finalmente, a los 50, se cristalizó el riesgo que conlleva: de contra, los tomaron mal parados y Cristian Dajome terminó definiendo con el arco vacío para finiquitar el pleito.
Colón se quedó así sin el premio que tanto anhelaba, aunque con el tiempo, seguramente, valorará el gran certamen que lo hizo meterse en las primeras páginas del fútbol continental.

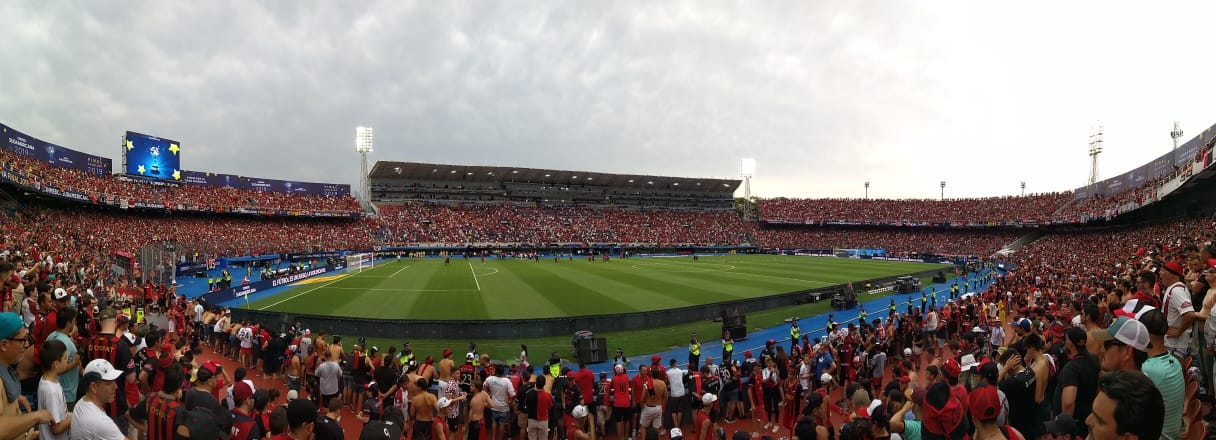
40000 fanáticos Sabaleros en la final de la Copa Sudamericana 2019.

### Primer campeonato en la primera categoría
El 4 de junio de 2021 se convirtió en el día más importante para la historia del club, al consagrarse campeón por primera vez en la máxima categoría del fútbol Argentino, obteniendo la Copa de la Liga Profesional 2021. El equipo, dirigido por Eduardo Domínguez, ratificó su buena campaña en una final soñada y se impuso por 3:0 ante Racing Club, en el estadio San Juan del Bicentenario.
En el primer tiempo ninguno de los dos equipos logró encontrar su mejor versión y las situaciones de peligro prácticamente no existieron. Aunque Colón empezó algo mejor, no tuvo las herramientas para generar sorpresa y ser profundo. Racing Club, por su parte, se tomó algunos minutos para acomodarse en el campo de juego, aunque nunca logró adueñarse de las acciones.
El segundo tiempo trajo nuevos ánimos. Racing parecía mostrar una mejor cara, pero el golpe lo dio Colón. A los 14 minutos, Rodrigo Aliendro condujo el ataque y luego de jugar con Cristian Ferreira corrió hacia el área, allí apareció para anticipar y empujar a la red el muy buen centro que Facundo Mura mandó desde la derecha. Fue el 1:0 en un partido que empezaba a abrirse. Casi de inmediato, el Pulga Rodríguez, capitán y figura del equipo, sintió una molestia muscular y debió abandonar la cancha. Perderlo podría haber complicado en lo futbolístico y en lo emocional, sin embargo no fue así. A los 24 minutos Christian Bernardi coronó una gran jugada colectiva con una sutil definición, para decretar el 2:0. En esas instancias ya no había equivalencias dentro de la cancha. Colón era claro dominador de las acciones ante un Racing que nunca pudo reaccionar. A cinco minutos del final llegó el tercer gol: Mura dejó en el camino a su marcador con un caño y mandó un nuevo centro desde la derecha, que la defensa de Racing rechazó corto. Por el área apareció Alexis Castro para capturar la pelota, amagar y definir por lo bajo para sellar la goleada.
El equipo ratificó así una gran campaña, que se inició con una primera fase en la que terminaron primeros de la Zona 1, con 25 puntos, producto de un arranque en el que cosecharon cinco victorias consecutivas. En cuartos de final eliminaron a Talleres (C) por penales, mientras que en semifinales no tuvieron inconvenientes para dejar en el camino a Independiente por 2:0, gracias a los goles del Pulga Rodríguez y Santiago Pierotti.
El entrenador Eduardo Domínguez se alzó con el segundo título de su carrera, luego de haberse coronado en la Supercopa uruguaya con Nacional.
| El plantel Campeón | El plantel Campeón    | El plantel Campeón | El plantel Campeón | El plantel Campeón |
| Dorsal             | Jugador               | PJ                 | Goles              | Asist.             |
| ------------------ | --------------------- | ------------------ | ------------------ | ------------------ |
| 1                  | Leonardo Burián       | 16                 | -11                | -                  |
| 2                  | Bruno Bianchi         | 4                  | 1                  | -                  |
| 3                  | Gonzalo Piovi         | 10                 | 0                  | -                  |
| 4                  | Facundo Mura          | 7                  | 0                  | 1                  |
| 5                  | Tomás Moschión        | 1                  | 0                  | -                  |
| 6                  | Paolo Goltz           | 11                 | 0                  | -                  |
| 8                  | Yéiler Góez           | 10                 | 0                  | -                  |
| 10                 | Luis Miguel Rodríguez | 14                 | 8                  | 6                  |
| 11                 | Alexis Castro         | 13                 | 5                  | 3                  |
| 14                 | Federico Lértora      | 14                 | 0                  | -                  |
| 15                 | Lucas Acevedo         | 2                  | 0                  | -                  |
| 16                 | Cristian Ferreira     | 5                  | 0                  | 1                  |
| 17                 | Ignacio Chicco        | 0                  | 0                  | -                  |
| 18                 | Nicolás Leguizamón    | 8                  | 2                  | 1                  |
| 19                 | Wilson Morelo         | 4                  | 1                  | -                  |
| 21                 | Eric Meza             | 14                 | 0                  | 1                  |
| 22                 | Fabricio Hass         | 0                  | 0                  | -                  |
| 23                 | Christian Bernardi    | 7                  | 2                  | -                  |
| 26                 | Conrado Ibarra        | 0                  | 0                  | -                  |
| 27                 | Guillermo Gonzalvez   | 1                  | 0                  | -                  |
| 28                 | Nahuel Curcio         | 0                  | 0                  | -                  |
| 29                 | Rodrigo Aliendro      | 15                 | 2                  | 1                  |
| 30                 | Santiago Pierotti     | 11                 | 2                  | 1                  |
| 31                 | Gonzalo Escobar       | 11                 | 0                  | -                  |
| 32                 | Tomás Sandoval        | 6                  | 2                  | -                  |
| 33                 | Facundo Garcés        | 15                 | 0                  | -                  |
| 34                 | Stefano Moreyra       | 0                  | 0                  | -                  |
| 35                 | Facundo Farías        | 11                 | 2                  | 4                  |
| 36                 | Gian Nardelli         | 0                  | 0                  | -                  |
| 37                 | Aarón Martínez        | 0                  | 0                  | -                  |
| 40                 | Rafael Delgado        | 13                 | 2                  | -                  |
| 41                 | Facundo Masuero       | 0                  | 0                  | -                  |
| 42                 | Danilo Gómez          | 1                  | 0                  | -                  |

### Participación en la Copa Libertadores 2022
Gracias al campeonato de la Copa de la Liga Profesional 2021, Colón volvió al máximo certamen de copas a nivel continental por tercera vez en su historia, en la Copa Libertadores 2022, compartiendo el Grupo G con los cubes Cerro Porteño, Libertad y Peñarol. A pesar de los grandes equipos que tenía como rival el Sabalero, accedió como primero de su grupo con 10 puntos cosechando 3 partidos ganados, 2 perdidos y 1 empatado. En los octavos de final se enfrentó a su par argentino, Talleres de Córdoba, que a pesar del empate 1:1 con gol de Ramón Ábila en el partido de ida en el Estadio Mario Alberto Kempes, cayó de local en el partido de vuelta por un resultado de 2:0. Concluyendo así, la campaña de Colon en el certamen continental.

### Descenso a la Primera Nacional (2023)
Luego del título, Colon hizo pésimas campañas en los años siguientes, principalmente en la temporada 2023, en donde únicamente consiguió 45 puntos en 41 partidos jugados entre Liga Profesional y Copa de la Liga, que lo llevaron a volver a pelear el descenso y teniendo que disputar un desempate contra Gimnasia y Esgrima La Plata (teniendo los mismos puntos en la tabla anual). El 1 de diciembre de 2023, tras 8 años en Primera División perdió 1:0 contra Gimnasia en el desempate por el segundo descenso jugado en el Estadio de Newell's Old Boys de la ciudad de Rosario. Calificando así, el tercer descenso a Segunda División en la historia del Club Atlético Colón.

## Presidentes
- Actualizado el 17 de diciembre de 2023.

| Comisión directiva |
| |
| - Presidente: Víctor Francisco Godano - Vicepresidente 1.°: Miguel Marcelo Negrete - Vicepresidente 2.°: Martín José Luis - Vicepresidente 3.°: Matías Leonel Chprintz - Tesorero: Adrián Temporelli - Secretario General: Pedro Passeggi - Secretario Coordinador: José Francisco Pisarello - Secretario de Actas e Información Públicas: Flavia Stehlik - Secretario de Relaciones Públicas y Humanas: Lucas Agustín García - Secretario Inversiones y Gastos: Diego Martinazzo - Secretario de Recursos Financieros: Leonardo Fabián Alessio |
| |

### Cronología de los presidentes
| Presidentes de Colón |
| |
| - 2023-actualidad: Víctor Francisco Godano - 2016-2023: José Néstor Vignatti - 2016: Enrique Ariotti (interino) - 2015-2016: Marcelo Ferraro - 2015: Víctor Francisco Godano - 2013-2015: Eduardo Vega - 2013: Rubén Moncagatta (Interino) - 2006-2013: Germán Lerche - 2004-2006: Horacio Darrás - 2003: José García (Interino por dos meses) - 1992-2004: José Néstor Vignatti - 1989-1992: Dante Busaniche - 1986-1989: César Ezcurra - 1983-1986: Joaquín Peirotén - 1981-1983: Italo Giménez - 1980: Taher Elias Rogelio Bude - 1974-1980: Eugenio Marcolin - 1970-1974: Carlos Salerno - 1970: José Relañez Passini - 1964-1970: Italo Giménez - 1960-1964: Javier Galizzier - 1959-1960: Armando Fiocchi - 1956-1959: Remigio Brunas - 1955-1956: Aníbal Vicentini - 1954: Ángel Arioli - 1952-1954: Francisco Ghiano - 1951-1952: Félix Bello - 1942-1951: Francisco Ghiano - 1940-1942: Alberto Pividori - 1939-1940: Leonidas Leguizamon - 1938-1939: Horacio Sosa - 1937-1938: Félix Bello - 1936-1937: Leonidas Leguizamon - 1936: Arturo Bortolotti - 1935-1936: Ricardo Cullen Funes - 1933-1935: Julio César Carnelli - 1932-1933: Alberto Pividori - 1931-1932: Julio César Carnelli - 1930-1931: Agustín Guala - 1928-1930: Julio César Carnelli - 1927-1928: Ricardo Cullen Funes - 1926-1927: Pablo Danieri - 1924-1926: Félix Bello - 1924: Enrique Gómez - 1920-1924: Leonidas Leguizamon - 1918-1920: Pablo Danieri - 1917-1918: Antonio Gallo - 1917: José Grioni - 1916-1917: Mariano Rodríguez - 1915-1916: Santos Soto - 1912-1915: Manuel Julián Oliva (primer presidente) - 1905-1912: S/D |
| |

## Himno
El moreno defensor uruguayo Gisleno Medina Leites, una de las figuras más relevante de la campaña que consagró a Colón campeón de Primera B en 1965, adaptó la marcha Uruguaya «Dianas de Ñuñoa» creada por Omar Odriozola para los Juegos Olímpicos de Ámsterdam 1928 con una nueva letra, dándole el nombre de «Marcha Sabalera».
Como futbolista tuvo una trayectoria bastante corta, pero increíble. Debutó como juvenil en Cerro, frente a Defensor Sporting en cancha de Liverpool; defendió a la Selección Uruguaya en los Juegos Panamericanos de 1963 disputados en San Pablo.
Cuando regresó a Montevideo a los 22 años, Gisleno rechazó una oferta para trabajar en una emisora como relator y se incorporó a Colón junto a Raúl Cardozo (del Liverpool), Dumas Rodríguez y su hermanito menor, Orlando. Fue convencido por dos hombres: Italo Pedro Giménez (presidente de Colón en ese entonces) y Washington Etchamendi (asistente técnico de Nacional) para intentar la proeza de llevar a los «Sabaleros» al fútbol mayor de la Argentina.
Su primera presentación fue en la novena fecha, venciendo a Tigre por 2 a 0. El martes 14 de diciembre Colón logró el ascenso a Primera División frente a Deportivo Español, Gisleno declaró: "Fue un recuerdo imborrable para todos los uruguayos que conseguimos el campeonato". Se quedó una temporada más para salvar a su equipo del descenso en época de crisis.
Debió abandonar el fútbol mientras jugaba en el Atlante de México, cuando los médicos detectaron que tenía un solo riñón. Luego de retirarse, incursionó como técnico en Deportivo Morelos y luego pasó a ser promotor, colocando en el mundo a no menos de un centenar de jugadores, no solo uruguayos sino mexicanos y muchos centroamericanos.

## Escudo
El club tuvo escudos diferentes a lo largo de su historia. En el año 1998, el escudo de la institución fue rediseñado y pasó a tener forma ovalada, fue utilizado en las camisetas de la marca Lotto hasta el 2000, año en que Puma pasa ser el nuevo proveedor de la institución. La marca alemana decide seguir confeccionando sus camisetas con este escudo, con excepción de la temporada 2003/2004 (temporada en la que extrañamente se optó por volver a usar el escudo original). En el año 2004 se vuelve a utilizar el escudo ovalado y así se mantiene hasta el 2008. A partir de aquí en adelante se toma la decisión de solo usar el escudo clásico. Luego de la obtención del primer campeonato en el año 2021, se le agrega una estrella en la parte superior.
| Escudos de Colón | Escudos de Colón    | Escudos de Colón | Escudos de Colón | Escudos de Colón | Escudos de Colón | Escudos de Colón | Escudos de Colón |
| 1934             | 1960-1994/2008-2021 | 1995-1997        | 1998-2008        | 2021-Actualidad  |                  |                  |                  |
| ---------------- | ------------------- | ---------------- | ---------------- | ---------------- | ---------------- | ---------------- | ---------------- |

En el año 2005, a modo de conmemoración de los 100 años de la institución, se creó un escudo especial aunque no fue colocado en ninguna camiseta, en lugar de eso, se decidió colocar la leyenda «100 años» debajo del escudo ovalado en la camiseta Puma de la temporada 2005/2006.
Algo similar ocurrió en 2015 en el aniversario 110 del club, se diseño un escudo con el lema simbólico de Colón: «Garra y Calidad».
| Escudos especiales de Colón | Escudos especiales de Colón | Escudos especiales de Colón | Escudos especiales de Colón | Escudos especiales de Colón | Escudos especiales de Colón | Escudos especiales de Colón | Escudos especiales de Colón |
| 2005                        | 2015                        |                             |                             |                             |                             |                             |                             |
| --------------------------- | --------------------------- | --------------------------- | --------------------------- | --------------------------- | --------------------------- | --------------------------- | --------------------------- |

## Uniforme
- Uniforme titular: Camiseta dividida en dos mitades verticales, de color rojo a la derecha y negro a la izquierda - pantalones y medias blancas.
- Uniforme suplente: Camiseta blanca con detalles en rojo y negro, gris, celeste o verde - pantalones y medias blancas.
- Uniforme alternativo: Camiseta negra con detalles en rojo o gris - pantalones y medias negras.

| Primer uniforme | (Ver evolución) | Uniforme actual |

## Estadio

### Primera localización
En octubre de 1904 se coloca la piedra fundamental para la construcción del puerto de Santa Fe, obra interrumpida por la creciente del Río Paraná, y que fue abierta al público finalmente el 30 de diciembre de 1910, comenzando a operar con vapores de ultramar y de cabotaje en 1911. Tal hecho produce una gran transformación en ese lugar, denominado habitualmente como «Canchita» o «El Campito», que era el lugar donde jugaron los primeros sabaleros, lo que motiva la necesidad de contar con una cancha propia. Son muy escasos los datos sobre ese campito, ya que en esa época se usaba por quienes todavía eran adolescentes, y no había una figura institucional.

### Segunda localización

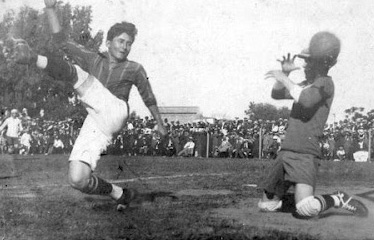
Estadio de Bulevar Zavalla y Moreno, 1922-1938

La transformación del puerto los lleva a buscar un terreno donde jugar en el extremo opuesto de la ciudad, unos cien metros al oeste de la Avenida Córdoba, denominada luego, en 1925, Gobernador Freyre. Muchos árboles existían en ese lugar y, previa extracción de algunos de ellos, y ubicando los arcos de este a oeste, queda enclavada la segunda cancha. Los arcos eran desarmables y se colocaban en la cancha los días de partido, terminados los cuales se desarmaban y con los maderos al hombro, se lo llevaban a distintos domicilios de los integrantes de los equipos, donde se guardaban.
Un rancho que se encontraba en las inmediaciones sería utilizado para las reuniones, y un frondoso ombú cercano brindaría sombra al espacio destinado como vestuario, y también sería mástil, porque encima de él flamearía una bandera con los colores Rojo y Negro.

### Tercera localización
La proliferación de viviendas en sus alrededores hacía prever la continuación, en dirección oeste, de la calle Corrientes. Por ello en 1922, se concreta su nuevo emplazamiento ubicando los arcos de sur a norte, en la manzana comprendida entre las calles Zavalla, Moreno, San Juan y Corrientes. Otra vez se debe extraer, arar y nivelar el terreno para proceder al sembrado de césped y la colocación de los «panes» de césped.
En el ángulo sudoeste del predio se instala una casilla de madera de dos plantas y en sus dependencias se habilitan vestuarios y baños, depósito de indumentaria deportiva, herramientas y útiles para mantenimiento. La administración y sala de reuniones de la Comisión Directiva se instala en la planta alta y el pasillo exterior techado se utilizaría como palco oficial. A pocos metros de ella se construye una tribuna de madera. En el mes de agosto de 1922 se inaugura el nuevo campo según el siguiente programa. En marzo de 1938, el club es desalojado del campo, y la dirigencia debe buscar otro terreno para el estadio.

### Estadio actual

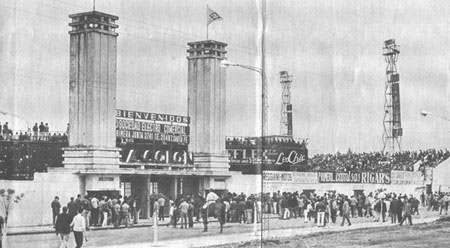
El estadio "Eva Perón" (hoy llamado Brigadier López), 1946.

El actual estadio del Club Atlético Colón fue inaugurado el 9 de julio de 1946 con un partido entre el equipo local y Boca Juniors. Su nombre original era Eva Duarte de Perón, en honor a la primera dama, quien apoyó la afiliación de Colón a la AFA y dio el puntapié inicial simbólico en el partido inaugural. Sin embargo, tras el golpe de Estado que derrocó a Juan Domingo Perón, los nombres del mandatario y de su esposa fueron prohibidos, por lo que el estadio fue rebautizado como "Brigadier General Estanislao López", antiguo caudillo de la provincia de Santa Fe.
Este estadio se encuentra ubicado entre las calles Rodríguez Peña (detrás de la tribuna local), Libertad (detrás de la tribuna visitante), Int. Irigoyen (detrás de la tribuna local donde están los palcos) y Juan José Paso (detrás de la tribuna local del lateral). Las dimensiones del campo de juego son 105 x 75 m.
El estadio es también conocido como «Cementerio de los Elefantes» (bautismo atribuido a Ángel José Gutiérrez, periodista deportivo del diario santafesino El Litoral) porque en sus primeras décadas los cinco grandes del fútbol argentino siempre caían derrotados cuando jugaban aquí, ganándose para la posteridad la reputación de "cancha difícil". Esta leyenda se consolidó cuando, en 1964, Colón logró derrotar en este estadio por 2 a 1 al famoso Santos de Pelé que poseía un récord de 43 partidos invicto, el mismo equipo que más tarde le ganaría a la selección Argentina. Muchos otros equipos "grandes" cayeron jugando aquí en condición de visitante, Peñarol de Uruguay (bicampeón mundial y último campeón de América en ese entonces), Millonarios de Colombia (con un presente muy exitoso en ese momento), y otros tantos que no salían triunfantes pese a su condición de favoritos (Olimpia, U de Chile, Alianza Lima, entre otros).
Reconstrucción y ampliación (1995-2001)
El estadio estuvo construido en un principio en gran parte por tribunas de madera. El proyecto de remodelación y ampliación del estadio comenzó a principios de la década de 1990, de mano del entonces presidente del club José Néstor Vignatti, dicho proyecto consistía en cambiar los tablones por gradas de cemento y además colocar 3 bandejas (platea norte, platea este y platea sur), el proyecto era muy parecido al del Gigante de Arroyito. En 1994 empezaron las obras de modernización del estadio, se retiraron totalmente los tablones y se reemplazaron por tribunas de cemento en el sector sur y por dos bandejas de plateas en el sector este. Cuando fue concluida ésta primera etapa se decidió realizar una reinauguración del estadio, el 25 de agosto de 2001 con un espectáculo ante más de 20.000 sabaleros.
Dos años más tarde, el estadio sufriría un importante anegamiento a causa de la inundación que afectaba a la ciudad de Santa Fe. A pesar de esto, es notable el trabajo de restauración realizado y el estado en el cual queda el césped luego de tremendo hecho.
Durante un partido contra River en el año 2003, empiezan a producirse disturbios y se rompe el alambrado de la popular norte (local). Después de ese hecho, en el año 2004, se toma la decisión de hacer un foso en dicha tribuna.
Sede de la Copa América 2011
En el 2009 la AFA. eligió al estadio como una de las sedes de la Copa América 2011 a disputarse en Argentina, lo que llevó a que las obras de ampliación vuelvan a retomarse. Las obras para recibir el evento comenzaron a principios de 2010, bendición mediante, fueron encomendadas al estudio Otto Papis (también encargado de proyectos para el archirrival de Colón, Unión y Patronato) bajo estimación inicial de un año de trabajo (luego extendido) con fondos propios del club más una ayuda estatal.
El nuevo proyecto iba a variar un poco del original (planteado por José Vignatti). Se trató de la construcción de la bandeja norte con servicios, nuevos palcos en los codos suroeste (palcos corporativos en el 1.º y 2.º piso, y palcos vip en el 3.º y 4.º) y noroeste (salón de usos múltiples en el 1.º y 2.º piso, y palcos vip en el 3.º y 4.º), nuevos accesos a plateas, palcos y tribuna norte.
Entre algunas de las nuevas modificaciones se destaca con butacas rojas y negras con el escudo de la institución, obras para ampliar del sistema de iluminación, nuevo ingreso a plateas, palcos, estacionamiento y tribuna norte, nuevos baños de plateas, una sala vip y otra sala de prensa en el 1.º piso, una conexión para prensa y autoridades con la actual sala de conferencia, plateas en las tribunas norte y sur, bandeja norte con servicios, una pantalla sobre la tribuna sur, palcos noroeste y suroeste aparte de escaleras, ascensores, salidas de emergencia, nuevo estacionamiento (sobre la vieja cancha auxiliar Sergio Verdirame), ampliación del sistema lumínico y una pantalla gigante led (Wide Entertainment). De esta manera, el estadio alberga a más de 40.000 personas aproximadamente.
Se construyó una platea en el sector norte, la nueva bandeja quedó sobre el estadio de básquet Roque Otrino, por lo cual se tuvo que disponer de resolver la estructura utilizando un voladizo. Lo novedoso, es que no sólo la estructura se encuentra así, sino que los encofrados para poder hormigonar la bandeja se construyeron con el mismo sistema.

### Afición
La hinchada de Colón de Santa Fe es una de las más numerosas del interior de la Argentina y se ubica dentro del top 10 de las más numerosas del país. los simpatizantes reciben el nombre de «Los de Siempre».

### Encuestas a nivel nacional
La encuesta realizada por Clarín en 2009, para la cantidad de simpatizantes de Gran DT, ubicó a Colón en la novena posición en promedio de todo el país, con 29 006 inscriptos sobre más de 2 000 000 de casos. Detrás de Estudiantes de La Plata y Newell's Old Boys, séptimo y octavo respectivamente, pero adelante de Vélez Sarsfield y Gimnasia de La Plata, décimo y undécimo respectivamente.
En el año 2015 la página web de TyC Sports realizó el llamado «Censo Nacional de Hinchas», donde Colón quedó ubicado nuevamente en la novena posición con el 2,74% del total de hinchas de fútbol en Argentina, esta vez detrás de los cinco grandes, de los dos equipos Rosarinos y de Talleres de Córdoba.

### Día del hincha de Colón
El 26 de junio es el «Día del hincha de Colón», en conmemoración a que en esa fecha, en 1993, aproximadamente 30 000 hinchas «Sabaleros» viajaron hacia Córdoba y colmaron las tribunas asignadas del Estadio Chateau Carreras (actualmente Mario Alberto Kempes), para ver a su equipo disputar la final del Nacional B, lo que realza el valor de la movilización, ya que lo que se disputaba era un torneo de segunda división. Es considerada una de las movilizaciones más multitudinarias que se recuerda de una hinchada del interior de la República Argentina. La hinchada de Colón demostró un inmenso respaldo a pesar de haber perdido el ascenso por la definición desde los tiros del punto penal.

### Origen de los apodos
Sabalero: este es el principal apodo con el que se lo conoce a Colón (y a sus hinchas), existen dos versiones sobre su origen. La primera dice que fue adoptado ya que el primer terreno donde jugaban los fundadores del club estaba asentado en cercanías del río Salado, por ende sus hinchas eran en su mayoría pescadores y vivían de la pesca del sábalo, un pez de río que abunda en esta zona del litoral argentino. La segunda versión sugiere que se debe a que, a principios de 1900, ocurrió una de las mayores inundaciones de la ciudad de Santa Fe, y el «campito» donde jugaban los primeros «Colonistas» quedó bajo agua por mucho tiempo y los sábalos eran sacados por los pescadores desde la propia cancha.
Negro: algunas versiones dicen que este apodo se origina debido a una forma despectiva con la que los hinchas de Unión se referían a los de Colón, por ser estos de clase social más humilde (así como los Colonistas se referían a los de Unión llamándolos «tatengues», por ser de la clase alta Santafesina). Pero luego fue adoptado por parte del hincha de Colón como un apodo propio, enorgullecidos del origen popular de su club.
Raza: este apodo es un insulto racista que los hinchas de Unión inventaron para insultar a los de Colón una vez que estos ya se apropiaron del apodo "negro" y dejaron de considerarlo un insulto. En realidad el nombre completo es "Raza p*ta". Actualmente, es más común decir simplemente "raza", y es usado tanto por los hinchas de Unión (como insulto), como por los de Colón (como orgullo).

### Colón entre los 100 clubes más convocantes del mundo
La consultora brasileña Pluri, especializada en deportes, economía y negocios, realizó una investigación sobre los clubes de fútbol del mundo que más hinchas como local convocaron durante la temporada 2013-2014.
En el top 100 aparece Colón, en la ubicación 92, con un promedio de 25 778 hinchas por partido en el estadio Brigadier López.
Los 10 primeros del listado:
| Posición | Club                     | Cantidad de hinchas |
| -------- | ------------------------ | ------------------- |
| 1.º      | Borussia Dortmund        | 80 297              |
| 2.º      | Manchester United F. C.  | 75 207              |
| 3.º      | F. C. Barcelona          | 72 116              |
| 4.º      | Real Madrid C. F.        | 71 558              |
| 5.º      | F. C. Bayern Múnich      | 71 000              |
| 6.º      | F. C. Schalke 04         | 61 569              |
| 7.º      | Arsenal F. C.            | 60 013              |
| 8.º      | Borussia Mönchengladbach | 52 239              |
| 9.º      | Hertha Berlín            | 51 889              |
| 10.º     | Hamburgo S. V.           | 51 825              |

Clubes argentinos en el Top 100:
| Posición | Club              | Cantidad de hinchas |
| -------- | ----------------- | ------------------- |
| 14.º     | River Plate       | 49 368              |
| 22.º     | San Lorenzo       | 41 572              |
| 45.º     | Boca Juniors      | 36 389              |
| 47.º     | Rosario Central   | 35 900              |
| 49.º     | Newell's Old Boys | 35 235              |
| 80.º     | Independiente     | 27 556              |
| 87.º     | Racing Club       | 26 737              |
| 92.º     | Colón             | 25 778              |

### Día del socio
La noche del 23 de octubre de 2014, los simpatizantes sabaleros se acercaron a la sede del club para celebrar lo que se conoce desde ahora como el «Día del socio», teniendo en cuenta que el 23 de octubre del 2013, los hinchas de Colón tomaron la sede de manera pacífica para manifestarse en contra de la gestión que en ese momento encabezaba el presidente Germán Lerche.
Por ello, la dirigencia en su página oficial emitió un comunicado que indica lo siguiente:
«La toma pacífica de su sede social, aquel 23 de octubre de 2013, fue un acto simbólico que mostró el camino de retorno de los años más trágicos y nefastos para nuestro club. Y si bien todavía falta mucho, Colón hoy se encuentra de pie gracias a quienes dieron ese primer paso, y a todas las agrupaciones, peñas, filiales y a todos los socios, hinchas y simpatizantes que hicieron posible que este gigante dormido vuelva a caminar».
Luego de ese día comenzaron a producirse varias marchas a la sede del club reclamando la renuncia de Lerche, que recién se concretó el lunes 18 de noviembre de 2013.
El síndico de Colón, Ricardo Calvo Arrázola, se encargó de afirmar que: «es un momento de alegría, de recordar con nostalgia como los socios se dieron cuenta, el socio de Colón se apropió del club y que es el único que puede decidir sobre el destino». Más adelante, expresó: «Los echamos a patadas a aquellos dirigentes que le hicieron mucho daño al club, hoy tenemos un club inclusivo, se congregaron en buen número y estamos unidos». También dejó presente el secretario sabalero Sergio Villanueva, quien declaró: «Muy contento que se convoque la gente. El 23 de octubre se empezó a movilizar la gente para ponerle fin a la comisión directiva anterior».
Se descubrió en la sede una placa conmemorativa con el lema «el club es de los socios», que fue colocada debajo de la placa que el Gobierno de la ciudad de Santa Fe le hizo entrega al club al cumplirse 104 años de su fundación.[cita requerida]

## Datos
- Actualizado 10 de abril de 2019.

### En la Liga Santafesina (era amateur y profesional)
Resumen estadístico 1913-2018/19
- Temporadas en Primera División de Liga Santafesina: 137 -desde 1948 Colón posee un equipo paralelo en la liga-.
  - Mejor puesto: Campeón, en 28 oportunidades.
  - Mayor goleada a favor: 58-0 a Ferro Carril Santa Fe, el 7 de agosto de 1937.[103]
- Clásico santafesino en la Liga Santafesina: 16 ganados / 18 perdidos / 12 empates (entre 1913 y 1939).

### En AFA
Resumen estadístico 1948-2023
- Temporadas en Primera División: 46 (1966-1981, 1995/96-2013/14, 2015-2023)
  - Mejor ubicación en copas nacionales: Campeón (Copa de la Liga Profesional 2021)
  - Mejor ubicación en Primera División: Subcampeón (Clausura 1997)[104]
  - Peor ubicación en Primera División: 18.º (entre 18, en el Metropolitano 1981)
  - Ubicación en la tabla histórica de Primera División: 17.º[105]
  - Mayor goleada a favor en Primera División: 6-0 a Banfield, el 4 de septiembre de 1996.[106]
  - Mayor goleada en contra en Primera División: 0-9 con Huracán, el 5 de diciembre de 1970.[107]
  - Máxima cantidad de victorias consecutivas: 7 (Campeonato 2016-17)[108]
  - Mejor serie invicta en partidos: 19 (Metropolitano 1975)[109]
- Temporadas en Segunda División: 30 (1948-1959, 1964-1965, 1982-1994-95, 2014, 2024-)
  - Mejor ubicación en Segunda División: Campeón (Primera División B 1965)[28]
  - Peor ubicación en Segunda División: 18.º (entre 18, en la Primera División B 1959)[110]
  - Mayor goleada a favor en Segunda División: 8-1 a Talleres de Remedios de Escalada, el 22 de noviembre de 1952.[111]
  - Mayor goleada en contra en Segunda División: 0-9 con Almagro, el 29 de agosto de 1959.[112]
  - Máxima cantidad de victorias consecutivas: 7 (Primera División B 1965)[113]
  - Mejor serie invicta en partidos: 14 (Nacional B 1988-89)[114]
- Temporadas en Tercera División: 4 (1960-1963)
  - Mejor ubicación en Tercera División: Subcampeón (Primera C 1961)[115]
  - Peor ubicación en Tercera División: 11.º (entre 18, en la Primera C 1963)[116]
  - Mayor goleada a favor en Tercera División: 8-2 a Brown de Adrogué, el 10 de noviembre de 1962.[117]
  - Mayor goleada en contra en Tercera División: 1-9 con Villa Dálmine, el 13 de julio de 1963.
- Mejor puesto en Copa Argentina
  - Semifinalista en 1969
- Clásico Santafesino en AFA: 27 ganados / 28 perdidos / 35 empates.[118]
- Jugador con más partidos en el club: Esteban Fuertes (302 partidos).[119]
- Máximo goleador: Esteban Fuertes (144 goles).[119]
- Arquero menos batido: Jorge Broun (555 minutos), en el Campeonato de Primera División 2016-17[120]
- Mejor Puesto Ranking IFFHS : 37.º
- Ranking de todos los tiempos IFFHS : 130.º

### Participaciones en copas internacionales
- Participaciones en torneos internacionales: 8
  - Ediciones disputadas de la Copa Libertadores: 3 (1998, 2010, 2022)[121]
  - Ediciones disputadas de la Copa Sudamericana: 4 (2003, 2012, 2018, 2019)[122]
  - Ediciones disputadas de la Copa Conmebol: 1 (1997)[123]
  - Mejor ubicación en torneos internacionales: Subcampeón en Copa Sudamericana 2019.
  - Peor ubicación en torneos internacionales: Primera fase en Copa Libertadores 2010.
  - Mayor goleada a favor en torneos internacionales: 4-0 a Zulia en Copa Sudamericana 2019.
  - Mayor goleada en contra en torneos internacionales: 1-4 con River Plate, en la Copa Libertadores 1998.[124]

| # | Torneo                 | Posición            | PJ | PG | PE | PP | GF | GC | DG |
| - | ---------------------- | ------------------- | -- | -- | -- | -- | -- | -- | -- |
| 1 | Copa Conmebol 1997     | Semifinales         | 6  | 1  | 3  | 2  | 6  | 8  | -2 |
| 2 | Copa Libertadores 1998 | Cuartos de final    | 10 | 3  | 1  | 6  | 10 | 16 | -6 |
| 3 | Copa Sudamericana 2003 | Octavos de final    | 4  | 2  | 1  | 1  | 9  | 5  | +4 |
| 4 | Copa Libertadores 2010 | Primera fase previa | 2  | 1  | 0  | 1  | 5  | 5  | 0  |
| 5 | Copa Sudamericana 2012 | Octavos de final    | 4  | 2  | 0  | 2  | 7  | 6  | +1 |
| 6 | Copa Sudamericana 2018 | Octavos de final    | 6  | 3  | 1  | 2  | 5  | 3  | +2 |
| 7 | Copa Sudamericana 2019 | Subcampeón          | 11 | 6  | 1  | 4  | 17 | 9  | +8 |
| 8 | Copa Libertadores 2022 | Octavos de final    | 8  | 3  | 2  | 3  | 9  | 11 | -2 |
| # | Total                  | 0 títulos           | 51 | 21 | 9  | 21 | 68 | 63 | +5 |

#### Resumen estadístico
En negrita competiciones vigentes. Actualizado a la Copa Libertadores 2022.
| Torneo            | PJ | PG | PE | PP | GF | GC | Dif. | Mejor resultado  | Goleador            |
| ----------------- | -- | -- | -- | -- | -- | -- | ---- | ---------------- | ------------------- |
| Copa Conmebol     | 6  | 1  | 3  | 2  | 6  | 8  | -2   | Semifinales      | Adrián Gorostidi: 3 |
| Copa Libertadores | 20 | 7  | 3  | 10 | 24 | 32 | -9   | Cuartos de final | Esteban Fuertes: 5  |
| Copa Sudamericana | 25 | 13 | 3  | 9  | 38 | 23 | 15   | Subcampeón       | Luis Rodríguez: 4   |
| Total             | 51 | 21 | 9  | 21 | 68 | 63 | +5   | 0 títulos        | Esteban Fuertes: 7  |

| Competición                         | PJ   | PG   | PE  | PP   | GF   | GC   | Mejor resultado |
| ----------------------------------- | ---- | ---- | --- | ---- | ---- | ---- | --------------- |
| Era profesional (1931-Presente)     |      |      |     |      |      |      |                 |
| Primera División                    | 1627 | 543  | 487 | 595  | 2055 | 2218 | Subcampeón      |
| Segunda División                    | 1101 | 452  | 328 | 321  | 1717 | 1412 | Campeón (1)     |
| Tercera División                    | 136  | 70   | 22  | 44   | 285  | 196  | Subcampeón      |
| Liga Santafesina                    | 268  | 177  | 34  | 57   | 687  | 311  | Campeón (7)     |
| Copa Regional                       | 37   | 20   | 7   | 10   | 90   | 51   | Campeón (1)     |
| Copa Nacional                       | 103  | 45   | 30  | 28   | 181  | 120  | Campeón (1)     |
| Copa Provincial                     | 14   | 7    | 2   | 5    | 21   | 16   | Subcampeón      |
| Copa Internacional                  | 51   | 21   | 9   | 21   | 68   | 63   | Subcampeón      |
| Subtotal era profesional            | 3400 | 1352 | 930 | 1107 | 5166 | 4466 | 10 Títulos      |
| Era amateur (1913-1931)             |      |      |     |      |      |      |                 |
| Liga Santafesina *                  | 179  | 147  | 25  | 21   | 377  | 121  | Campeón (10)    |
| Copa Regional                       | ?    | ?    | ?   | ?    | ?    | ?    | Campeón (1)     |
| Subtotal era amateur                | ?    | ?    | ?   | ?    | ?    | ?    | 11 títulos      |
| Total Era amateur y Era profesional | 3578 | 1498 | 955 | 1128 | 5541 | 4586 | 21 Títulos      |

* Incompletos.

#### Ascensos y descensos
- 1948 De La Liga Santafesina a Primera B (afiliación directa a la Segunda División de AFA)
- 1959 De Primera B a Primera C
- 1964 De Primera C a Primera B
- 1965 De Primera B a Primera División (primer ascenso a Primera División)
- 1981 De Primera División a Primera B
- 1995 De Primera B Nacional a Primera División
- 2014 De Primera División a Primera B Nacional
- 2014 De Primera B Nacional a Primera División
- 2023 De Primera División a Primera Nacional

## Jugadores

### Plantel 2024
- Los equipos argentinos están limitados por la AFA a tener en su plantel de primera división un máximo de seis futbolistas extranjeros pero solo cinco firmando planilla por partido.

## Registros

### Jugadores reconocidos surgidos de las inferiores
Entre los futbolistas más destacados que surgieron de las inferiores se pueden destacar: Pedro Pasculli, Hugo Ibarra, José Pastoriza, Agustín Balbuena, Enzo Trossero, Edgardo Di Meola, Alex Vigo, Lucas Alario, Facundo Bertoglio, Lucas Mugni, Germán Conti, entre otros.

### Jugadores seleccionados

#### Mundialistas

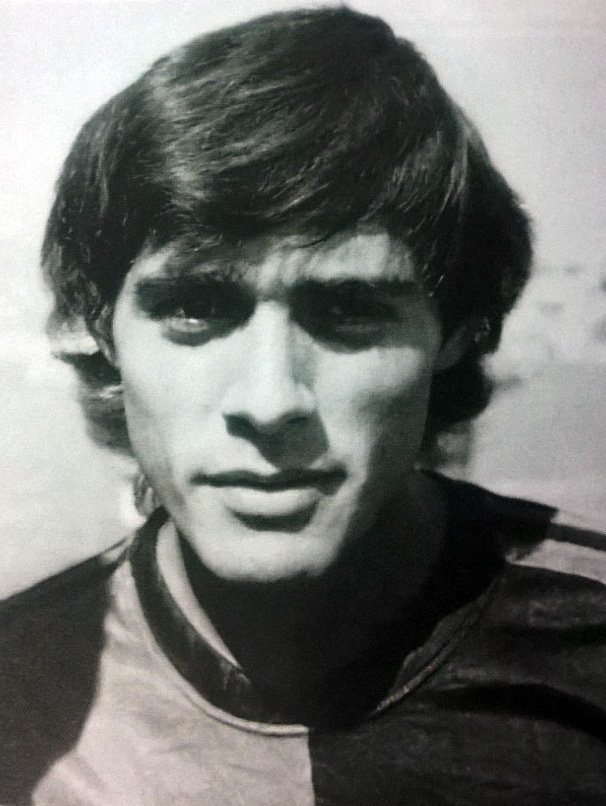
Pedro Pasculli debutó en la primera de Colón en 1978. Su nivel le valió la convocatoria de Carlos Salvador Bilardo para la selección nacional, con la cual salió campeón en 1986.

| N.º | Jugador         | Selección | Edición        | Resultado        |
| --- | --------------- | --------- | -------------- | ---------------- |
| 1   | Ramón Astudillo | Argentina | Italia 1934    | Primera fase     |
| 2   | Ariel Garcé     | Argentina | Sudáfrica 2010 | Cuartos de final |
| 3   | Diego Pozo      | Argentina | Sudáfrica 2010 | Cuartos de final |

#### Jugadores convocados a la Copa América
| N.º | Jugador                | Selección | Edición        | Resultado        |
| --- | ---------------------- | --------- | -------------- | ---------------- |
| 1.º | Tomás Loyarte          | Argentina | Uruguay 1924   | Subcampeón       |
| 2.º | Martín Sánchez         | Argentina | Argentina 1925 | Campeón          |
| 3.º | Juan Antonio Rivarola  | Argentina | Argentina 1929 | Campeón          |
| 4.º | Héctor Rodríguez Peña  | Uruguay   | Bolivia 1997   | Primera Fase     |
| 5.º | Marcelo Saralegui      | Uruguay   | Bolivia 1997   | Primera Fase     |
| 6.º | Eros Pérez             | Chile     | Colombia 2001  | Cuartos de final |
| 7.º | Héctor González Guzmán | Venezuela | Perú 2004      | Primera Fase     |
| 8.º | Jorge Guagua           | Ecuador   | Venezuela 2007 | Primera Fase     |
| 9.º | Ronald Raldes          | Bolivia   | Argentina 2011 | Primera Fase     |

     Estaban en el club cuando fueron convocados.

### Máximos goleadores
| N.°  | Etapas    | Jugadores              | Total | Total | Liga | Liga | Copas nacionales | Copas nacionales | Copas Internacionales | Copas Internacionales |
| N.°  | Etapas    | Jugadores              | G     | PJ    | G    | PJ   | G                | PJ               | G                     | PJ                    |
| ---- | --------- | ---------------------- | ----- | ----- | ---- | ---- | ---------------- | ---------------- | --------------------- | --------------------- |
| 1.º  | 1997-2012 | Esteban Fuertes        | 144   | 302   | 137  | 286  | -                | -                | 7                     | 16                    |
| 2.º  | 1948-1952 | José Canteli           | 103   | 122   | 95   | 112  | 8                | 10               | -                     | -                     |
| 3.º  | 1969-1981 | Edgardo Di Meola       | 70    | 242   | 67   | 236  | 3                | 6                | -                     | -                     |
| 4.º  | 1972-1984 | Ernesto Álvarez        | 45    | 212   | 45   | 212  | -                | -                | -                     | -                     |
| 5.º  | 1983-1988 | Claudio Andrés Mir     | 44    | 104   | 44   | 104  | -                | -                | -                     | -                     |
| 6.º  | 1977-1979 | José Artemio Luñiz     | 42    | 113   | 42   | 113  | -                | -                | -                     | -                     |
| 7.º  | 1985-1990 | Héctor Raúl López      | 42    | 199   | 42   | 199  | -                | -                | -                     | -                     |
| 8.º  | 1976-1979 | Daniel Vicente Aricó   | 41    | 146   | 41   | 146  | -                | -                | -                     | -                     |
| 9.º  | 2005-2013 | Rubén Ramírez          | 39    | 137   | 38   | 134  | 1                | 1                | 0                     | 2                     |
| 10.º | 1976-1981 | Ricardo Aniceto Roldán | 39    | 224   | 39   | 224  | -                | -                | -                     | -                     |

### Extranjeros con más presencias
| N.°  | País                | Etapas          | Jugador                 | PJ  | Gol |
| 1.º  | Bandera de España   | 2003-2013       | Iván Moreno y Fabianesi | 218 | 35  |
| 2.º  | Bandera de Uruguay  | 2018-2022       | Leonardo Burían         | 145 | 0   |
| 3.º  | Bandera de Uruguay  | 2000-2003       | Javier Delgado          | 139 | 22  |
| 4.º  | Bandera de Colombia | 2003-2007       | Giovanni Hernández      | 124 | 14  |
| 5.º  | Bandera de Uruguay  | 1995-1998       | Marcelo Saralegui       | 114 | 29  |
| 6.º  | Bandera de Uruguay  | 1995-2000       | Héctor Rodríguez Peña   | 109 | 5   |
| 7.º  | Bandera de Uruguay  | 1965-1968; 1982 | Orlando Medina          | 98  | 13  |
| 8.º  | Bandera de Paraguay | 2008-2011       | Salustiano Candia       | 91  | 0   |
| 9.º  | Bandera de Paraguay | 2017-2020       | Marcelo Estigarribia    | 89  | 6   |
| 10.º | Bandera de Uruguay  | 1966-1967       | Raúl Cardozo Crespo     | 82  | 13  |
| ---- | ------------------- | --------------- | ----------------------- | --- | --- |

### Extranjeros con más goles
| N.°  | País                                        | Etapas    | Jugador                 | Gol | PJ  |
| 1.º  | Bandera de España                           | 2003-2013 | Iván Moreno y Fabianesi | 35  | 218 |
| 2.º  | Bandera de Uruguay                          | 1995-1998 | Marcelo Saralegui       | 29  | 114 |
| 3.º  | Bandera de Uruguay                          | 2000-2003 | Javier Delgado          | 22  | 139 |
| 4.º  | Bandera de Colombia                         | 2019-2021 | Wilson Morelo           | 16  | 62  |
| 5.º  | Bandera de Paraguay                         | 1991-1993 | Adolfino Cañete         | 14  | 82  |
| 6.º  | Bandera de Colombia                         | 2003-2007 | Giovanni Hernández      | 14  | 124 |
| 7.º  | Bandera de Cabo Verde · Bandera de Portugal | 1989-1990 | Adriano C. Mendes       | 13  | 43  |
| 8.º  | Bandera de Paraguay                         | 1994-1995 | Gabriel González        | 13  | 35  |
| 9.º  | Bandera de Uruguay                          | 1965-1967 | Raúl Cardozo Crespo     | 13  | 81  |
| 10.º | Bandera de Uruguay                          | 1965-1968 | Orlando Medina          | 13  | 98  |
| ---- | ------------------------------------------- | --------- | ----------------------- | --- | --- |

## Entrenadores
| Cuerpo técnico |
| |
| - Director Técnico: Martín Minella - Ayudantes de Campo: - Preparador Físico: - Entrenador de Arqueros: Nicolás Rodríguez |
| |

### Cronología de los entrenadores
| Entrenadores de Colón |
| |
| - 2025: Andrés Yllana - 2024-2025: Ariel Pereyra - 2024: Diego Osella - 2024: Rodolfo de Paoli - 2024: Iván Delfino - 2023: Israel Damonte - 2023: Néstor Gorosito - 2022-23: Marcelo Saralegui - 2022: Adrian Carlos Marini - 2022: Sergio Rondina - 2022-22: Julio César Falcioni - 2020-21: Eduardo Domínguez - 2020: Diego Osella - 2019: Pablo Lavallén - 2019: Marcelo Goux (Interino) - 2019: Julio Comesaña - 2018: Esteban Fuertes (Interino) - 2017-18: Eduardo Domínguez - 2016: Paolo Montero - 2016: Ricardo Johansen - 2015-16: Darío Franco - 2015: Javier López - 2014-15: Reinaldo Merlo - 2014: Diego Osella - 2013: Mario Sciacqua - 2013: Rubén Forestello - 2013: Pablo Morant - 2012-13: Roberto Sensini - 2011-12: Mario Sciacqua - 2010-11: Fernando Gamboa - 2010: Mario Sciacqua - 2008-10: Antonio Mohamed - 2008: Ramón Mántaras - 2007-08: Leonardo Astrada - 2006-07: Julio César Falcioni - 2006: Ramón Mántaras - 2006: Julio César Toresani - 2005-06: Edgardo Bauza - 2005: Mario Sciacqua - 2005: Gerardo Martino - 2005: Mario Sciacqua - 2005: Pizzi / Del Solar - 2004: Alfio Basile - 2004: Francisco Maturana - 2003: Pablo Morant - 2003: Victor Godano - 2002-03: Edgardo Bauza - 2001-02: Jorge Fossati - 2001: Ricardo Gareca - 2000: Ramón Mántaras - 1999-00: Osvaldo Piazza - 1999: Miguel Ángel Russo - 1998: Daniel Córdoba - 1997: Jorge Olguín - 1997-98: Francisco Ferraro - 1996: Ricardo Rezza - 1995-96: Enzo Trossero - 1994-95: Nelson Chabay - 1993-94: Victor Godano - 1993-94: Hugo Zer - 1993-94: Ildo Maneiro - 1993-94: Orlando Medina - 1992-93: Jorge Ginarte - 1992-93: Hugo Manuel García - 1991-92: Hugo Manuel García - 1991-92: Osvaldo Piazza - 1991-92: Miguel Ángel Juárez - 1990-91: Miguel Ángel Juárez - 1990-91: Reinaldo Volken - 1990-91: Jorge Omar Sanitá - 1990-91: Ramón Cabrero - 1989-90: Ricardo Trigilli - 1989-90: Juan Manuel Guerra - 1988-89: Orlando Medina - 1988-89: Horacio Harguindeguy - 1987-88: Oscar Vicente Aguirre - 1987-88: Victorio Cocco - 1986-87: Ricardo Trigilli - 1985: Carlos Hurtado - 1985: Aníbal Tarabini - 1985: Federico Sacchi - 1984: Osvaldo Sosa - 1984: Jorge Omar Sanitá - 1984: Eduardo Janín - 1983: Nito Veiga - 1983: Orlando Medina - 1983: Carlos Hurtado - 1982: Alberto Pompeo Tardivo - 1982: Rogelio Marcelo Juárez - 1982: Orlando Medina - 1982: José Etchegoyen - 1981: Enrique Fernández - 1981: Adolfo Campos - 1981: Juan Carlos Iglesias - 1981: Ángel Villareal - 1980-81: Jorge Omar Sanitá - 1980: Carlos Hurtado - 1978-80: Miguel Antonio Juárez - 1978: Julio Santella - 1978: Justo José Rossi - 1977-78: Juan Eulogio Urriolabeitía - 1977: Justo José Rossi - 1977: Rubén Francisco Cheves - 1976-77: Juan José Pizzuti - 1976: Rubén Francisco Cheves - 1976: José María Silvero - 1976: José Yudica - 1975: Rubén Francisco Cheves - 1975: Miguel Antonio Juárez - 1974: Rubén Francisco Cheves - 1974: Juan Eulogio Urriolabeitía - 1973: Rubén Francisco Cheves - 1973: Juan José Pizzuti - 1972-73: José María Silvero - 1971-72: Juan Eulogio Urriolabeitía - 1971: Miguel Rodríguez - 1970: José Antonio Morales - 1970: Miguel Rodríguez - 1970: Julio González - 1970: Benicio José Acosta - 1970: Jim Lópes - 1969: José Antonio Morales - 1969: Norberto Conde - 1969: Jim Lópes - 1969: Armando Mareque - 1969: Ondino Viera - 1968: Jim Lópes - 1968: José Etchegoyen - 1967: Gerónimo Díaz - 1967: José Etchegoyen - 1967: Julio Ávila - 1967: José Etchegoyen - 1967: Alberto Campos - 1966-67: José Etchegoyen - 1966: Ricardo Rodolfo Arauz - 1966: Enrique Lúpiz - 1966: Ángel Natalio Allegri - 1965: Ricardo Rodolfo Arauz - 1965: José Etchegoyen - 1964: Victor Panasci - 1964: José Canteli - 1963: Delfidio Giménez - 1963: Pedro Rodríguez - 1963: Carlos Adolfo Sosa - 1962: Felipe Fernández - 1962: Manuel Miranda - 1962: Miguel Caffaretti - 1961: Juan Cevasco - 1960: Carmelo Francisco Bonacci - 1960: Juan Carlos Fonda - 1959: Ángel Fernández Roca - 1958: Pedro Rodríguez - 1958: Luis Indaco - 1958: Tomas Loyarte - 1956-57: Rubén Sabotig - 1955-56: José Canteli - 1955: Alberto Chividini - 1953-54: José Canteli - 1953: Americo Menutti - 1949-52: Alberto Chividini - 1948-49: Ignacio Rota - 1947-48: Damíán Mapelli - 1945-46: Felipe Fernández - 1942: Albino Martínez - 1939: Ángel De Lucca - 1937: Godofredo Arigos - 1936: Kovacic - 1934: Víctor Calella - 1933: Filedelfo Salcedo - 1932: Carlos Ferrari |
| |

## Filiales
En su sede social, además del estadio de fútbol, el club cuenta con un gimnasio cubierto de básquet llamado «Roque Otrino», con gradas y vestuario.
En el interior de las instalaciones hay también un gran comedor restaurante ambientado con todo referente a esta institución, denominado «Brazas Negras».
En otro sector hay una Pileta olímpica con todas las comodidades para el socio en periodos estivales. Canchas de fútbol 5, de césped sintético, como así también una cancha auxiliar, un microestadio de fútbol, donde juegan las ligas menores y un estacionamiento para aproximadamente 500 vehículos.

### El complejo deportivo 4 de Junio
El predio de similares características al de la AFA, se encuentra en la Autopista Santa Fe-Rosario km 154. Cuenta con dos canchas de entrenamiento con riego automático para el fútbol profesional y seis canchas para el fútbol amateur; área de servicios, sala de prensa y vestuarios totalmente equipados y acondicionados con utilerías, para los jugadores de primera división y uno para los chicos de las inferiores.
El vestuario del plantel profesional cuenta además con sala de video, departamento médico, kinesiología, hidromasaje. Gimnasio y oficina del cuerpo técnico. El vestuario de fútbol amateur cuenta con dos alas, para locales y visitantes y con un vestuario para árbitros en el medio de ambos.
En el predio se encuentran también las oficinas del fútbol amateur y «Casa Fútbol». Casa fútbol es la pensión de todos los chicos provenientes del interior de Santa Fe y de otras ciudades de la Argentina, tiene lugar para 80 futuros futbolistas. En el otro extremo se encuentra el Hotel de Campo Colón.
Anteriormente llamado Predio Ciudad Fútbol, cambió su denominación en conmemoración a la fecha en la que logró el título de Copa de Liga.

### El hotel de campo
Colón posee un hotel de campo de 4 estrellas (primero en Latinoamérica), llamado «Hotel de Campo Colón», se encuentra ubicado en la puerta de ingreso a la ciudad de Santa Fe, y se emplaza a la vera de la Autopista margen Norte (km 157), que conecta a Santa Fe con Rosario y Buenos Aires. Se construyó con fondos propios (10%) y fondos de inversores privados. Fue el hospedaje de la Selección Argentina en dos oportunidades, de la Selección de Ecuador en una y de Los Pumas en tres ocasión.
El predio cuenta con 3 hectáreas de añosa arboleda donde se combinan los mejores adelantos tecnológicos, con espacios para el relax y los deportes. Contando con un exclusivo restaurante y Lobby Bar, creando un ambiente ideal para las reuniones de trabajo.
El Hotel dispone de 4 salones para eventos, canchas de tenis, circuito aeróbico, spa que cuenta con jacuzzi, piscina, sauna, moderno gimnasio y una sala de masajes. Además posee una cancha de golf de 18 hoyos.

## Clásico Santafesino
|  | Para un completo desarrollo véase Clásico santafesino |

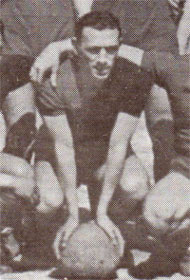
José Canteli, máximo goleador del clásico santafesino en AFA con seis goles con la camiseta de Colón.

El clásico rival de Colón es Unión de Santa Fe con el cual disputa el Clasico Santafesino. La rivalidad nace porque Colón es un club caracterizado por ser fundado por la clase obrera y Unión fue fundado por la clase media alta.
El «Clásico Santafesino» es como habitualmente se denomina al partido del fútbol argentino que enfrenta a los dos clubes de la ciudad de Santa Fe: Colón y Unión. Es uno de los clásicos más parejos de Argentina, ambos equipos se han enfrentado en partidos oficiales correspondientes a la Liga Santafesina (tanto en la era amateur como luego en la profesional) y dentro de AFA tanto en la Primera División como también en Segunda División.
Hasta la fecha se han disputado 91 partidos dentro de los campeonatos de AFA, de los cuales Colón ganó 27 partidos (99 goles), Unión ganó 29 (104 goles) y empataron 35 veces.
En Liga Santafesina se enfrentaron en 51 ocasiones, ganando Colón 16 veces (63 goles) mientras tanto Unión ganó 18 veces (76 goles) y empataron en 12 encuentros, vale aclarar que hay 5 partidos disputados de los cuales no se tiene datos.
El primer clásico del que se tienen registros periodísticos entre Colón y Unión fue un amistoso desarrollado el 30 de marzo de 1913, en la cancha de Unión, venció Colón por 3-2. Sin embargo, el primer partido por torneo regular se llevó a cabo durante el primer campeonato de Liga Santafesina de Colón. Disputado el 10 de agosto de 1913, Colón sé adjudicaría la victoria por 5-1.
El primer partido en la era profesional de la Liga Santafesina, se jugó el 9 de agosto de 1931 en el estadio de Unión. El partido fue suspendido cuando Colón iba ganando por 2-1 debido a un desacuerdo de los jugadores de Colón con la decisión del árbitro en cobrar un penal inexistente a favor de Unión. El encuentro se volvió a jugar el domingo 23 de agosto, saliendo nuevamente victorioso Colón por 2-0.
Mientras que el primer clásico oficial en AFA, fue realizado el 1 de agosto de 1948 por la undécima fecha del torneo de Primera B. Colón le ganó a Unión 1-0 como local. El primer encuentro en Primera División, se jugó el 30 de abril de 1967 en la cancha de Unión, el cotejo terminó igualado en cero.
La primera victoria de Colón en la máxima categoría del fútbol argentino fue el 1 de noviembre de 1970, Unión y Colón se enfrentaban por las revanchas del reclasificatorio de 1970. Ambos jugaban el pequeño torneo para mantenerse en la categoría, junto a Argentinos Juniors, Huracán, Lanús, Los Andes y Quilmes. Unión venía muy bien y hacía 12 años (con 11 partidos jugados) que no perdía un clásico. Pese a ello, cayó por 1-0 en su propio estadio y luego no pudo recuperarse en los partidos que faltaban, perdió tres seguidos obligando a Unión a descender de categoría. Colón, que estaba más abajo en la tabla, logró salvarse.
El único gol del partido fue anotado por José Luis Motura, a los 38 minutos del segundo tiempo, y en el imaginario colectivo quedó la leyenda de que «Motura mandó al descenso a Unión».
- Actualizado en diciembre de 2023.

| Competición                           | P.J. | Ganó CAU | P.E. | Ganó CAC | Goles CAU | Goles CAC |
| ------------------------------------- | ---- | -------- | ---- | -------- | --------- | --------- |
| Primera División Nacional Argentina   | 58   | 17       | 28   | 13       | 61        | 54        |
| Copa de la Liga Profesional           | 3    | 0        | 3    | 0        | 1         | 1         |
| Segunda División Nacional Argentina   | 36   | 13       | 9    | 14       | 49        | 48        |
| Copa de Honor Juan Domingo Perón      | 1    | 0        | 0    | 1        | 2         | 4         |
| Subtotal partidos nacionales          | 98   | 30       | 40   | 28       | 113       | 107       |
| Primera División Regional Santafesina | 49   | 20       | 12   | 17       | 80        | 65        |
| Copa Menchaca                         | 3    | 2        | 0    | 1        | 3         | 5         |
| Copa Santa Fe                         | 1    | 1        | 0    | 0        | 3         | 2         |
| Torneo Preparación                    | 5    | 2        | 1    | 2        | 7         | 6         |
| Campeonato de Honor                   | 3    | 2        | 1    | 0        | 6         | 3         |
| Subtotal partidos regionales          | 61   | 27       | 14   | 20       | 99        | 81        |
| Total partidos oficiales              | 159  | 57       | 54   | 48       | 212       | 188       |

### Otras rivalidades
Además del clásico Santafesino, Colón mantiene otras rivalidades menores con: Rosario Central, Newell's Old Boys y Banfield.
Tiene también una rivalidad internacional con Club Cerro Porteño .

## Equipos históricos

### Equipo subcampeón Torneo Clausura 1997
| Arquero: - Leonardo Díaz Defensores: - Hugo Ibarra - Luis Medero - Héctor Rodríguez Peña - Dante Unali Mediocampistas: - Rodolfo Aquino - Diego Castagno Suárez - Adrián Marini - Marcelo Saralegui Delanteros: - Cristian Castillo - Víctor Müller Entrenador: - Francisco Ferraro |  | Díaz Unali R. Peña Ibarra Medero Marini Saralegui Muller Suárez Castillo Aquino |  |
| Díaz Unali R. Peña Ibarra Medero Marini Saralegui Muller Suárez Castillo Aquino |  |                                                                                 |  |

### Equipo Libertadores 1998
| Arquero: - Leonardo Díaz Defensores: - Héctor Rodríguez Peña - Luis Medero - Dante Unali - Hugo Ibarra Mediocampistas: - Raúl Gordillo - Diego Castagno Suárez - Claudio Marini - Marcelo Saralegui Delanteros: - Cristian Castillo - Esteban Fuertes Entrenador: - Profesor Daniel Córdoba |  | Díaz Unali R. Peña Ibarra Medero Marini Saralegui Fuertes Suárez Castillo Gordillo |  |
| Díaz Unali R. Peña Ibarra Medero Marini Saralegui Fuertes Suárez Castillo Gordillo |  |                                                                                    |  |

### Equipo temporada 2004-05
| Alineación 4-4-2: Arquero: - Laureano Tombolini Defensores: - Alcides Píccoli - Daniel Díaz - Gerardo Bedoya - Ariel Garcé Mediocampistas: - Freddy Grisales - Martín Romagnoli - Iván Moreno y Fabianesi - Giovanni Hernández Delanteros: - Raúl Estévez - Esteban Fuertes Entrenador: - Alfio Basile |  | Tombolini Díaz Píccoli Garcé Bedoya Grisales Hernández Fuertes Romagnoli Estévez Moreno y Fabianesi |
| Tombolini Díaz Píccoli Garcé Bedoya Grisales Hernández Fuertes Romagnoli Estévez Moreno y Fabianesi |  | |

### Equipo Sudamericana 2012
| Arquero: - Diego Pozo Defensores: - Maximiliano Caire - Maximiliano Pellegrino - Ronald Raldes - Bruno Urribarri Mediocampistas: - Iván Moreno y Fabianesi - Adrián Bastia - Sebastián Prediger - Lucas Mugni Delanteros: - Facundo Curuchet - Emmanuel Gigliotti Entrenador: - Roberto Sensini |  | Pozo Urribarri Caire Raldes Pellegrino Mugni Prediger Bastía Curuchet Gigliotti Moreno |  |
| Pozo Urribarri Caire Raldes Pellegrino Mugni Prediger Bastía Curuchet Gigliotti Moreno |  |                                                                                        |  |

### Equipo Sudamericana 2018
| El plantel de la edición 2018 | El plantel de la edición 2018 | El plantel de la edición 2018 | El plantel de la edición 2018 | El plantel de la edición 2018 |
| N.º                           | Jugador                       | PJ                            | Goles                         | Asist.                        |
| ----------------------------- | ----------------------------- | ----------------------------- | ----------------------------- | ----------------------------- |
| 1                             | Ignacio Chicco                | 0                             | 0                             | -                             |
| 2                             | Gustavo Toledo                | 6                             | 0                             | 1                             |
| 3                             | Clemente Rodríguez            | 2                             | 0                             | -                             |
| 4                             | Lucas Ceballos                | 0                             | 0                             | -                             |
| 4                             | Erik Godoy                    | 4                             | 0                             | -                             |
| 5                             | Matías Fritzler               | 5                             | 2                             | -                             |
| 6                             | Emanuel Olivera               | 4                             | 0                             | -                             |
| 7                             | Alan Ruiz                     | 6                             | 0                             | 1                             |
| 8                             | Jonathan Galván               | 0                             | 0                             | -                             |
| 9                             | Nicolás Leguizamón            | 2                             | 0                             | -                             |
| 10                            | Cristian Guanca               | 2                             | 0                             | -                             |
| 10                            | Gonzalo Bueno                 | 1                             | 0                             | -                             |
| 11                            | Javier Correa                 | 4                             | 1                             | -                             |
| 12                            | Diego Vera                    | 2                             | 1                             | -                             |
| 14                            | Adrián Bastía                 | 4                             | 0                             | -                             |
| 15                            | Mariano González              | 1                             | 0                             | -                             |
| 16                            | Tomás Sandoval                | 1                             | 0                             | -                             |
| 17                            | Franco Quiroz                 | 0                             | 0                             | -                             |
| 18                            | Facundo Silva                 | 1                             | 0                             | -                             |
| 18                            | Franco Zuculini               | 2                             | 0                             | -                             |
| 19                            | Gonzalo Marinelli             | 0                             | 0                             | -                             |
| 20                            | Gonzalo Escobar               | 5                             | 0                             | -                             |
| 21                            | Leonardo Heredia              | 4                             | 0                             | -                             |
| 22                            | Alexander Domínguez           | 2                             | -0                            | -                             |
| 22                            | Leonardo Burián               | 4                             | -3                            | -                             |
| 23                            | Christian Bernardi            | 5                             | 0                             | 1                             |
| 24                            | Guillermo Ortiz               | 4                             | 0                             | -                             |
| 25                            | Tomás Chancalay               | 2                             | 0                             | -                             |
| 27                            | Pablo Ledesma                 | 2                             | 0                             | -                             |
| 28                            | Marcelo Estigarribia          | 5                             | 0                             | -                             |
| 29                            | Braian Galván                 | 0                             | 0                             | -                             |
| 30                            | Germán Conti                  | 2                             | 1                             | -                             |
| DT                            | Eduardo Domínguez             | 3 PG                          | 1 PE                          | 2 PP                          |

### Equipo Sudamericana 2019
| El plantel que logró el Subcampeonato | El plantel que logró el Subcampeonato | El plantel que logró el Subcampeonato | El plantel que logró el Subcampeonato | El plantel que logró el Subcampeonato |
| N.º                                   | Jugador                               | PJ                                    | Goles                                 | Asist.                                |
| ------------------------------------- | ------------------------------------- | ------------------------------------- | ------------------------------------- | ------------------------------------- |
| 1                                     | Leonardo Burián                       | 10                                    | -8                                    | -                                     |
| 2                                     | Gustavo Toledo                        | 1                                     | 0                                     | -                                     |
| 2                                     | Lucas Acevedo                         | 4                                     | 0                                     | -                                     |
| 3                                     | Clemente Rodríguez                    | 1                                     | 0                                     | 1                                     |
| 3                                     | Gastón Díaz                           | 1                                     | 0                                     | -                                     |
| 4                                     | Tomás Moschión                        | 0                                     | 0                                     | -                                     |
| 5                                     | Matías Fritzler                       | 5                                     | 0                                     | 1                                     |
| 6                                     | Emanuel Olivera                       | 10                                    | 1                                     | 1                                     |
| 7                                     | Gonzalo Bueno                         | 2                                     | 0                                     | -                                     |
| 7                                     | Nicolás Leguizamón                    | 5                                     | 1                                     | -                                     |
| 8                                     | Fernando Zuqui                        | 9                                     | 0                                     | 2                                     |
| 10                                    | Luis Miguel El Pulga Rodríguez        | 10                                    | 4                                     | 4                                     |
| 11                                    | Guillermo Celis                       | 5                                     | 0                                     | -                                     |
| 12                                    | Tomás Chancalay                       | 8                                     | 1                                     | -                                     |
| 13                                    | Gonzalo Escobar                       | 9                                     | 0                                     | -                                     |
| 14                                    | Adrián Bastía                         | 0                                     | 0                                     | -                                     |
| 14                                    | Santiago Pierotti                     | 2                                     | 0                                     | -                                     |
| 15                                    | Damián Schmidt                        | 1                                     | 0                                     | -                                     |
| 16                                    | Franco Quiroz                         | 0                                     | 0                                     | -                                     |
| 17                                    | Ignacio Chicco                        | 1                                     | -1                                    | -                                     |
| 18                                    | Franco Zuculini                       | 2                                     | 0                                     | -                                     |
| 18                                    | Rodrigo Aliendro                      | 6                                     | 0                                     | -                                     |
| 19                                    | Alex Vigo                             | 10                                    | 0                                     | 1                                     |
| 20                                    | Tomás Sandoval                        | 3                                     | 2                                     | -                                     |
| 21                                    | Leonardo Heredia                      | 1                                     | 0                                     | -                                     |
| 21                                    | Federico Lértora                      | 5                                     | 1                                     | -                                     |
| 22                                    | Joaquín Hass                          | 0                                     | 0                                     | -                                     |
| 23                                    | Christian Bernardi                    | 11                                    | 3                                     | 1                                     |
| 24                                    | Guillermo Ortiz                       | 8                                     | 0                                     | -                                     |
| 25                                    | Andrés Cadavid                        | 1                                     | 0                                     | -                                     |
| 25                                    | Brian Farioli                         | 0                                     | 0                                     | -                                     |
| 26                                    | Juan Cruz Zurbriggen                  | 0                                     | 0                                     | -                                     |
| 27                                    | Wilson Morelo                         | 6                                     | 3                                     | 2                                     |
| 28                                    | Marcelo Estigarribia                  | 10                                    | 1                                     | -                                     |
| 29                                    | Mateo Hernández                       | 1                                     | 0                                     | -                                     |
| 29                                    | Jorge Ortega                          | 1                                     | 0                                     | 1                                     |
| 30                                    | Gabriel Esparza                       | 4                                     | 0                                     | -                                     |
| DT                                    | Pablo Lavallén                        | 6 PG                                  | 1 PE                                  | 4 PP                                  |

### Equipo campeón de la Copa de la Liga Profesional 2021
| Arquero: - Leonardo Burián Defensores: - Facundo Mura - Facundo Garcés - Gonzalo Piovi - Gonzalo Escobar Mediocampistas: - Alexis Castro - Rodrigo Aliendro - Federico Lértora - Christian Bernardi Delanteros: - Facundo Farías - Luis Miguel Rodríguez Entrenador: - Eduardo Domínguez |  | Burián Escobar Garcés Piovi Bernardi Mura Lértora Aliendro Farías Rodríguez Castro |  |
| Burián Escobar Garcés Piovi Bernardi Mura Lértora Aliendro Farías Rodríguez Castro |  |                                                                                    |  |

## Palmarés
- Se consideran únicamente títulos oficiales obtenidos por la primera división del club: Liga Santafesina desde 1913 hasta 1947 y torneos AFA desde 1948 hasta la actualidad.

| Competiciones locales                                      | Títulos                                   | Subcampeonatos                |
| ---------------------------------------------------------- | ----------------------------------------- | ----------------------------- |
| Liga Santafesina de Football (7/3)                         | 1913, 1914, 1916, 1918, 1923, 1924, 1925. | 1920.                         |
| Federación Santafesina de Football (3/1)                   | 1922, 1929, 1930.                         | 1928.                         |
| Liga Santafesina de Fútbol (5/5)                           | 1937, 1943, 1945, 1946, 1947.             | 1933, 1940, 1941, 1942, 1944. |
|                                                            |                                           |                               |
| Copa de Competencia "Gobernador Menchaca" (0/2)            |                                           | 1917, 1919.                   |
| Torneo Preparación de la Liga Santafesina de Fútbol (1/2)  | 1936                                      | 1937, 1940.                   |
| Campeonato de Honor de la Liga Santafesina de Fútbol (0/2) |                                           | 1938, 1939.                   |

| Competiciones provinciales                         | Títulos | Subcampeonatos |
| -------------------------------------------------- | ------- | -------------- |
| Copa Campeón Provincial "Gobernador Molinas" (0/1) |         | 1937.          |
| Copa Santa Fe (0/1)                                |         | 2018.          |

| Competiciones nacionales                | Títulos | Subcampeonatos            |
| --------------------------------------- | ------- | ------------------------- |
| Primera División de Argentina (0/1)     |         | Clausura 1997             |
| Copa de la Liga (1/0)                   | 2021    |                           |
| Trofeo de Campeones (0/1)               |         | 2021                      |
|                                         |         |                           |
| Liguilla Pre-Libertadores (1/0)         | 1996/97 |                           |
| Liguilla Pre-Sudamericana (0/1)         |         | 2015                      |
|                                         |         |                           |
| Campeonato de Segunda División (1/4)    | 1965    | 1949, 1950, 1951, 1992-93 |
| Copa de Honor de Segunda División (1/0) | 1950    |                           |
|                                         |         |                           |
| Campeonato de Tercera División (0/1)    |         | 1961                      |

| Competiciones internacionales | Títulos | Subcampeonatos |
| ----------------------------- | ------- | -------------- |
| Copa Sudamericana (0/1)       |         | 2019           |

Notas
1. ↑  Las Liguillas no otorgan título de campeón

## Videojuegos
Colón ha aparecido en distintos videojuegos con su respectiva licencia:

### Pro Evolution Soccer
- Pro Evolution Soccer 2011 (PES 2011) (como parte de la Copa Libertadores)
- Pro Evolution Soccer 2014 (PES 2014) (como parte de la liga argentina)
- Pro Evolution Scccer 2015 (PES 2015) (como parte de la liga argentina)
- Pro Evolution Soccer 2016 (PES 2016) (como parte de la liga argentina)
- Pro Evolution Soccer 2017 (PES 2017)[148] (como parte de la liga argentina)
- Pro Evolution Soccer 2018 (PES 2018)[149] (como parte de la liga argentina)
- Pro Evolution Soccer 2019 (PES 2019)[150] (como parte de la liga argentina).
- Pro Evolution Soccer 2020 (PES 2020) (como parte de la liga argentina)
- E Football Pro Evolution Soccer 2021 Season Update (como parte de la liga argentina)

### FIFA
- FIFA 14 (como parte de la liga argentina)
- FIFA 15 (como parte de la liga argentina)
- FIFA 16 (como parte de la liga argentina)
- FIFA 17[151] (como parte de la liga argentina)
- FIFA 18[152] (como parte de la liga argentina)
- FIFA 19[153] (como parte de la liga argentina)
- FIFA 20 (como parte de la liga argentina)
- FIFA 21 (como parte de la liga argentina)
- FIFA 22 (como parte de la liga argentina)
- FIFA 23 (como parte de la liga argentina)